# 久能山東照宮
久能山東照宮（くのうざんとうしょうぐう）は、日本の静岡市駿河区根古屋に所在する神社である。江戸幕府を創始して晩年を駿府（現:静岡市葵区）で大御所として過ごした徳川家康が元和2年（1616年）に死去、遺命によってこの地に埋葬された。駿河湾に面した久能山の南斜面に設けられた表参道（1159段の曲がりくねった石段）を登った上に神社がある。
江戸時代には20年に一度、明治時代以降では50年に一度、社殿を始めとした諸建造物の漆塗り替えが行われており、近年では2006年（平成18年）に社殿の塗り替えが完了した。
2010年（平成22年）12月に、本殿、石の間、拝殿が国宝に指定された。2015年（平成27年）には鎮座400年を迎え、様々な催し物が企画、開催された。

## 歴史
※新暦導入以前（1872年以前）の日付は和暦による旧暦を主とし、丸括弧内に西暦（1581年以前はユリウス暦、1582年以降はグレゴリオ暦）を添える。「同年4月（4月）」は旧暦4月（新暦4月）、「同年4月（4月か5月）」は旧暦4月（新暦では5月の可能性もあり）の意。

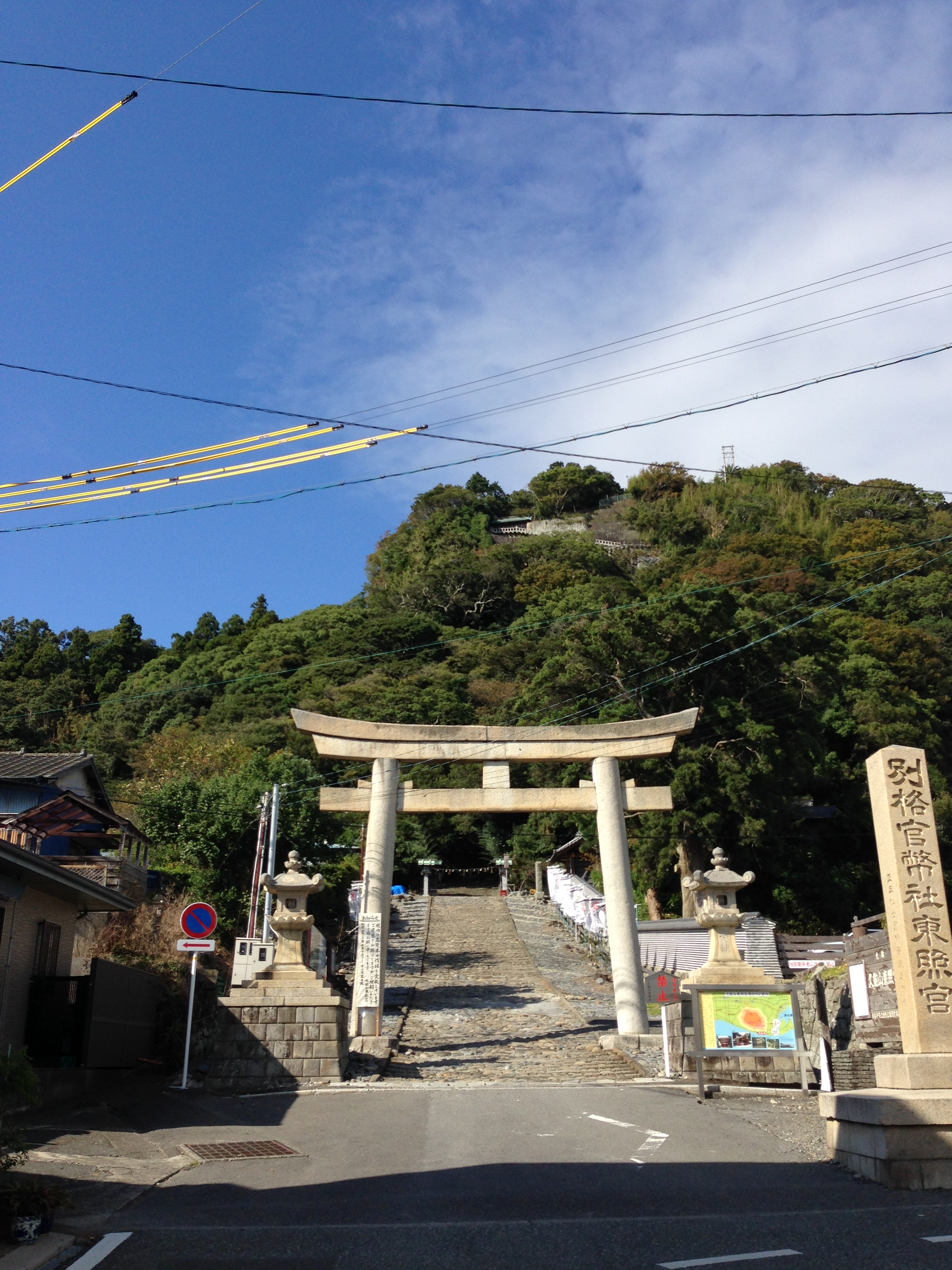
門前より臨む久能山。表参道からは1159段の石段を登り社殿に至る。

久能山（標高216m）は元々、北側にある日本平とともに太古の海底隆起によって形成された。長い年月の間に浸食作用などのために硬い部分のみが残り、現在のように孤立した山となった。
推古天皇（592年- 628年）の頃、秦氏の末柄にあたる秦久能忠仁が久能寺を建立し、奈良時代の行基を始め、静岡茶の始祖といわれる円爾（聖一国師）など、多くの名僧が往来し、隆盛をきわめた。
永禄11年（1568年）、駿河侵攻で駿府を制した武田信玄が久能寺を矢部（静岡市清水区）に移し（今の鉄舟寺）、この要害の地に久能城を築いた。しかし、甲州征伐による武田氏滅亡とともに駿河は徳川家康の領有するところとなり、久能城もその支配下に入った。
家康は、大御所として駿府に在城当時、「久能城は駿府城の本丸と思う」と久能山の重要性を説いたといわれる。死後、その遺骸は遺命によって久能山に葬られ、元和3年(1617年)12月には江戸幕府第2代将軍徳川秀忠によって東照社（現・久能山東照宮）の社殿が造営された。家康の遺命は久能山への埋葬および日光山への神社造営であったので、日光山の東照社（現・日光東照宮）もほぼ同時期に造営が始まっている。日光東照宮は第3代将軍徳川家光の代における「寛永の大造替」で、徳川家康を祀る日本全国の東照宮の総本社的存在となった。同時に家光は久能山の整備も命じており、社殿以外の透塀、薬師堂（現・日枝神社）、神楽殿、鐘楼（現・鼓楼）、五重塔（後述の事情で現存せず）、楼門が増築された。
なお、駿府城代支配の職である久能山総門番として代々久能の地を領して久能山東照宮を管理したのは、交代寄合の榊原家であった。
造営以来の多くの建造物が現存するが、寛永期に徳川家光が造営を命じた五重塔は、明治時代初期の神仏分離によって解体を余儀なくされた。

### 年表
＜＞は関連事項。

#### 近世以前
- 推古天皇（592年- 628年）の頃：久能忠仁が久能山麓に久能寺を建立。
- 元和2年（1616年）
  - 4月17日（6月1日）：徳川家康が駿府（現在の静岡市）で死去。
  - 5月（6月）：久能山で東照社（現・久能山東照宮）が着工される。
- 元和3年2月21日（1617年3月28日）：朝廷から当社祭神（家康の神格化）に神号「東照大権現」が宣下される。
- 元和3年12月（1617年1月）：東照社（久能山東照社）創建。
- 寛永年間（1624年- 1645年）：本殿、石の間、拝殿が檜皮葺から銅瓦葺きに変わる。
- 正保2年11月3日（1645年12月20日）：朝廷から東照社に宮号「東照宮」が宣下され、これよりのち、「久能山東照宮」の通称が成立する。

#### 近代以降
- 慶応4年3月（1868年4月）：＜神仏分離令＞
- 明治3年12月（1871年1月）：本地堂（薬師堂）を廃し、境内の日枝神社を遷す。
- 明治4年5月14日（1871年7月1日）：＜近代社格制度の制定＞
- 1873年（明治6年）
  - 2月18日：県社に列格。
  - 神仏分離によって五重塔は競売に掛けられ、解体される。
- 1888年（明治21年）5月1日：別格官幣社に列格。
- 1946年（昭和21年）：社名を「久能山東照宮」とする。(それ以前は「東照宮」)
- 2006年（平成18年）：最近年に実施された社殿塗り替え事業の竣工。
- 2010年（平成22年）12月：本殿、石の間、拝殿が、国宝に指定される。

## 祭神

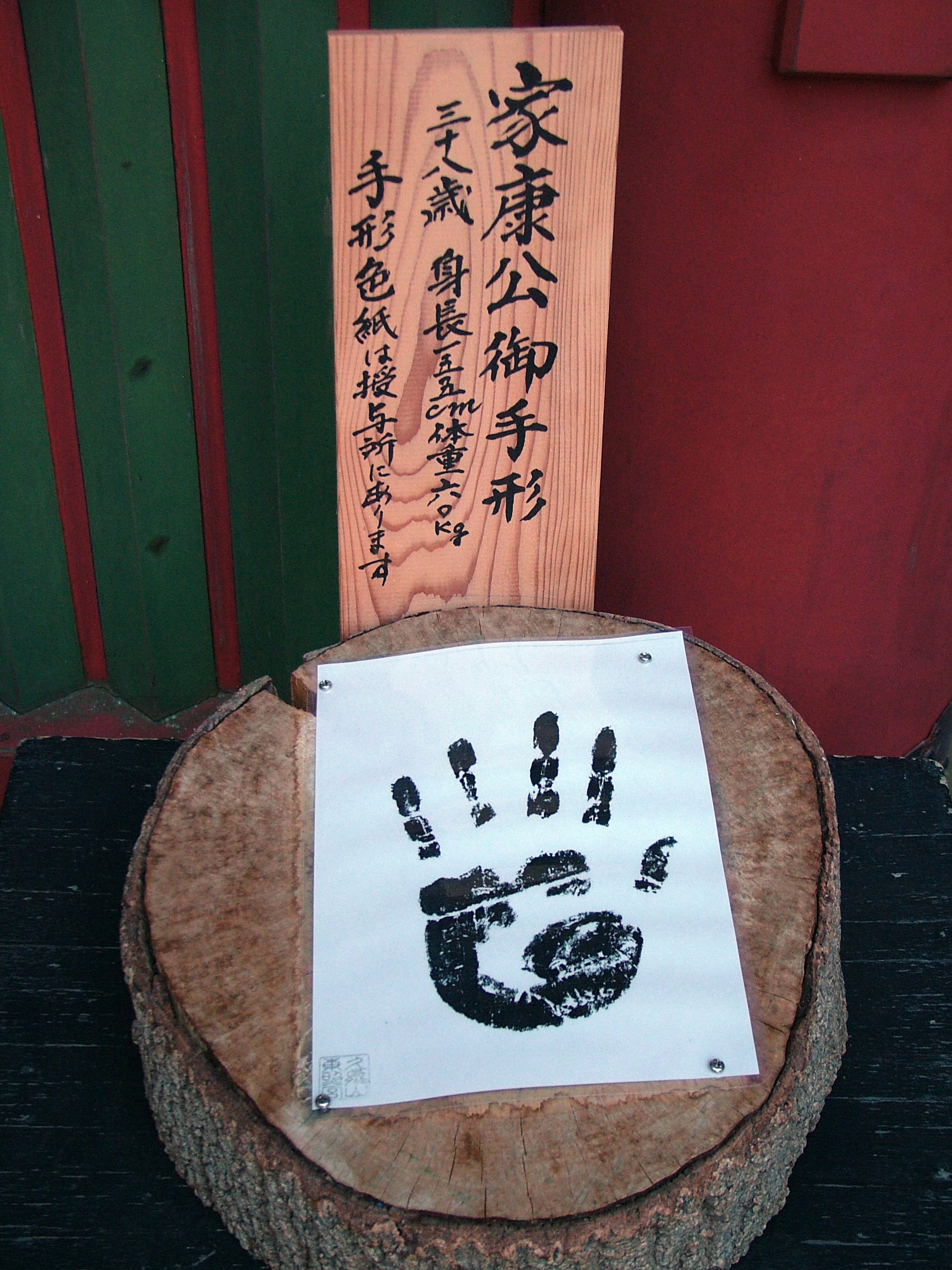
久能山東照宮にある徳川家康の手形

- 徳川家康（東照大神・東照大権現）
- （相殿）豊臣秀吉・織田信長

## 祭事
■大祭
- 例祭 4月17日
- 春季大祭 2月16日 - 18日
- 秋季大祭 10月17日

■諸祭
- 月始祭 毎月1日
- 月次祭 毎月17日
- 月次誕辰祭 毎月26日
- 愛宕神社例祭 1月24日
- 稲荷神社例祭 4月9日
- 久能神社例祭 5月18日
- 日枝神社例祭 6月15日
- 厳島神社例祭 6月17日
- 竃神社例祭 12月17日
- 駿河稲荷社例祭 2月8日

## 文化財

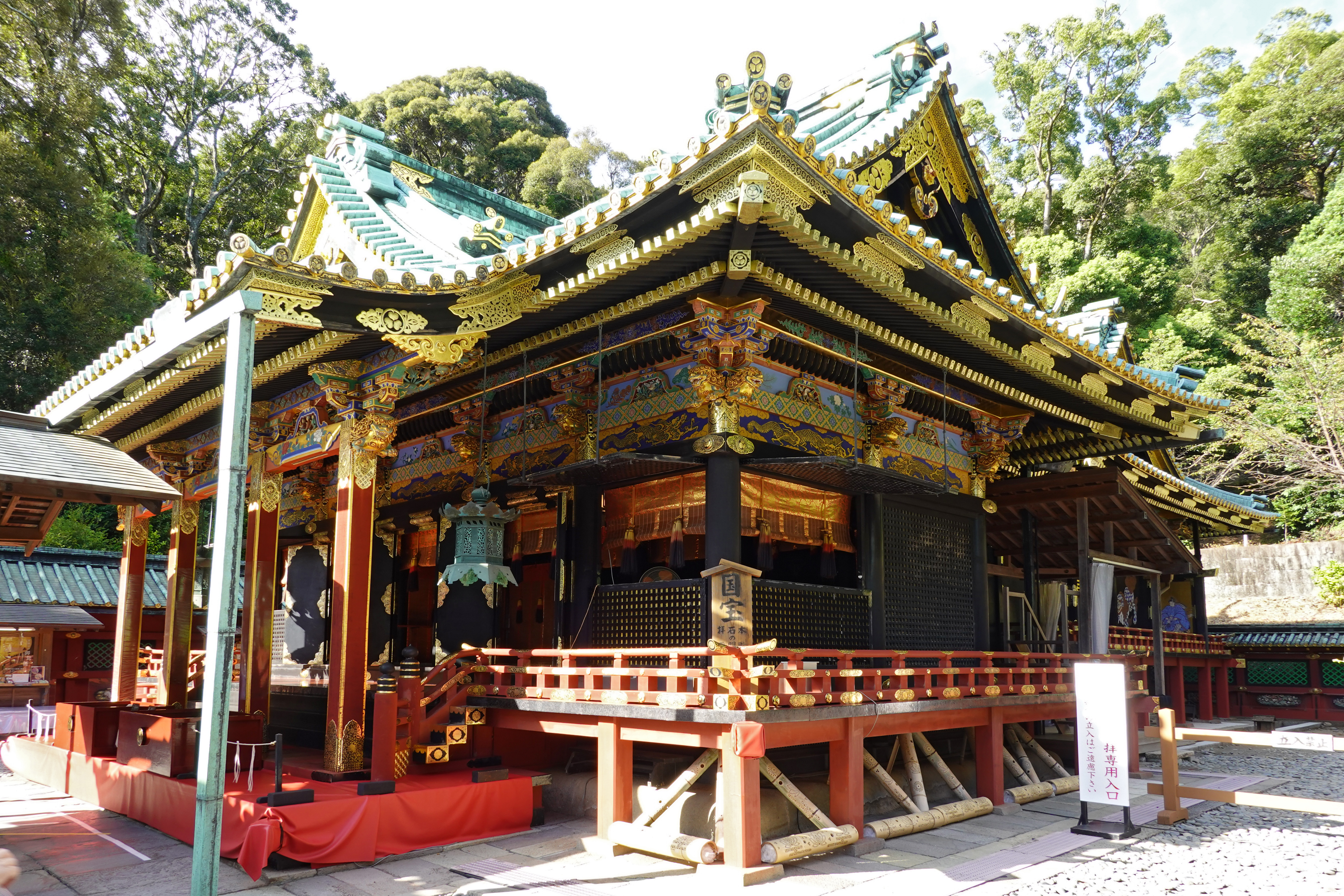
拝殿

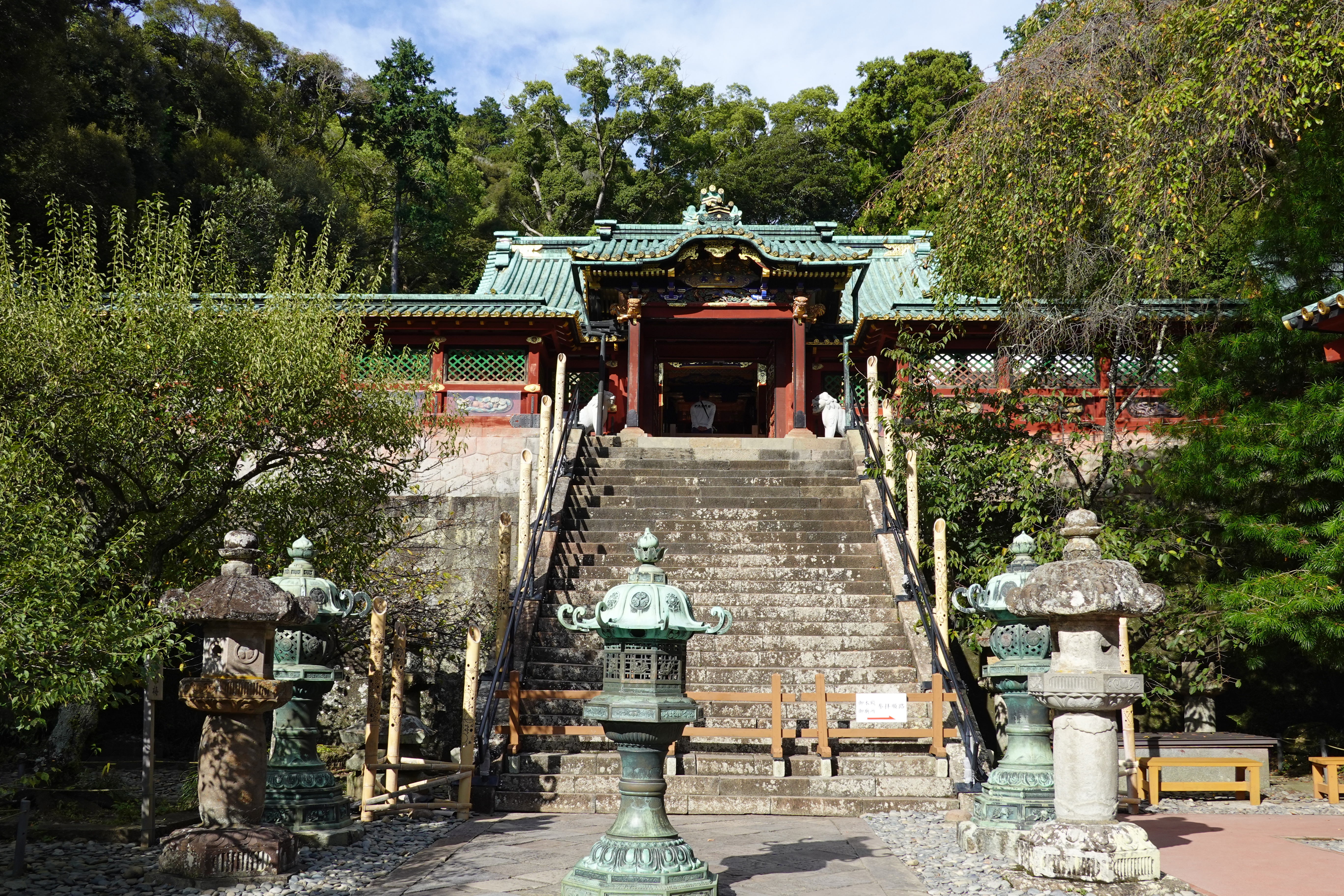
唐門

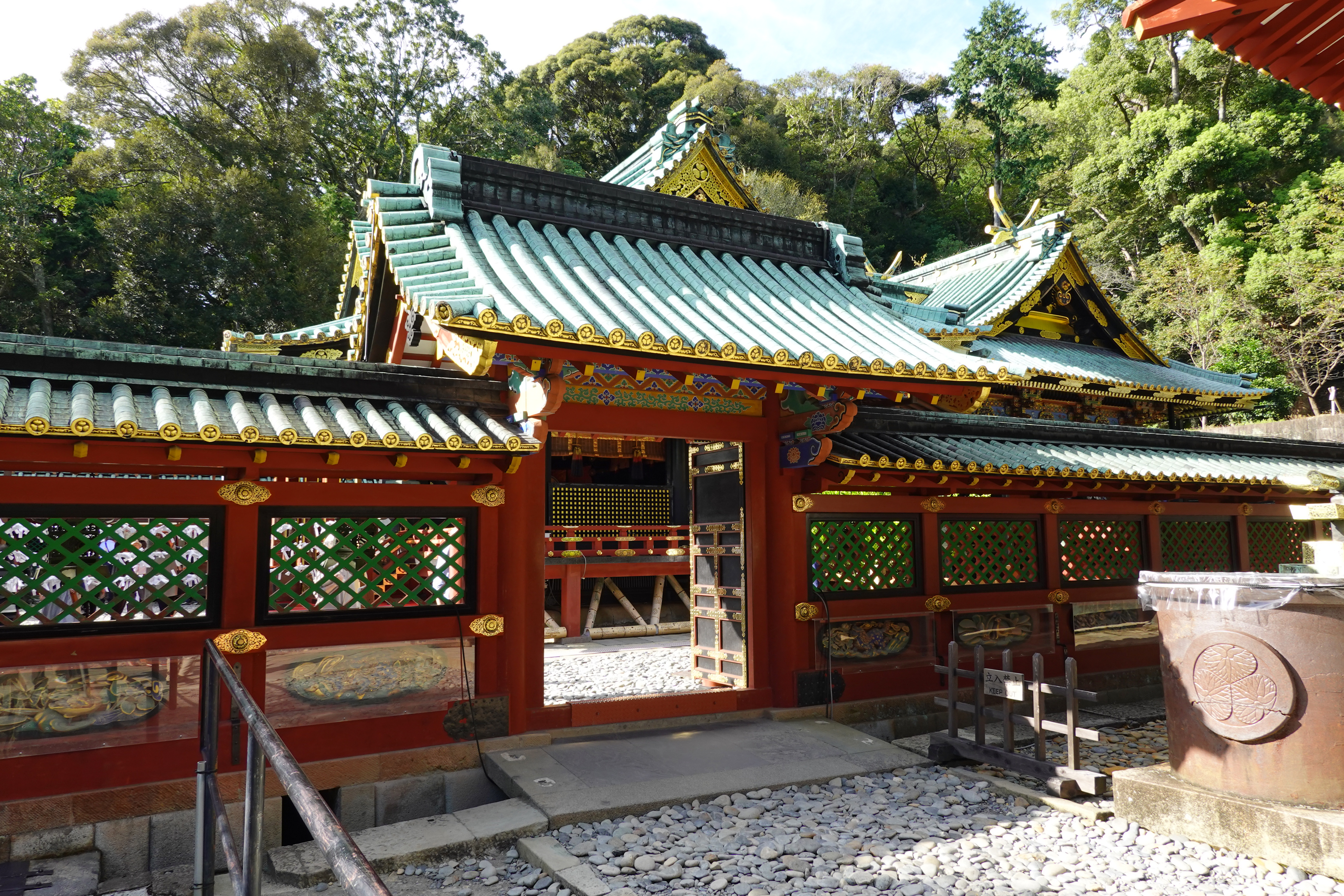
東門、透塀

### 建造物
国宝
- 久能山東照宮 本殿、石の間、拝殿（1棟）[注釈 2]（附：安鎮法供養具11組、本殿釣燈籠4箇、拝殿釣燈籠2箇） 
  - 江戸時代初期の代表的権現造で元和3年（1617年）落成。寛永年間に檜皮葺から銅瓦葺きとなった。

重要文化財（国指定）
- 「久能山東照宮」13棟
  - 唐門
  - 東門
  - 廟門
  - 玉垣
  - 渡廊
  - 廟所宝塔（神廟） -本殿の裏手山頂付近にある、家康が埋葬された場所に立つ廟[4]。
  - 末社日枝神社本殿（旧本地堂）（附：釣燈籠2箇）
  - 神庫
  - 神楽殿
  - 神饌所
  - 鼓楼
  - 神厩
  - 楼門
  - （附：廟所参道（廟門以内、石鳥居及び石柵付）、銅燈籠2基、手水鉢石1口、棟札10枚）

（指定年月日）
- 明治41年（1908年）8月1日 - 本殿・石の間及び拝殿（合1棟）が古社寺保存法に基づく特別保護建造物（文化財保護法下の「重要文化財」に相当）に指定。
- 明治45年（1912年）2月8日 – 唐門、東門、廟門、玉垣、渡廊の5棟が特別保護建造物に指定。
- 昭和30年（1955年）6月22日 - 廟所宝塔、末社日枝神社本殿、神庫、神楽殿、鼓楼、神厩、楼門の7棟を重要文化財に追加指定。このほか、附（つけたり）指定の安鎮法供養具、廟所参道、銅燈籠2基、棟札10枚もこの日付けで指定。
- 昭和42年（1967年）12月11日 - 附指定の釣燈籠8基、手水鉢石を追加指定。
- 平成22年（2010年）12月24日 - 「本殿・石の間・拝殿」が文化財保護法に基づき国宝に指定。同日付で神饌所を重要文化財に追加指定[注釈 3]

社殿拝観料は大人：500円　小人：200円。（2016年1月現在）

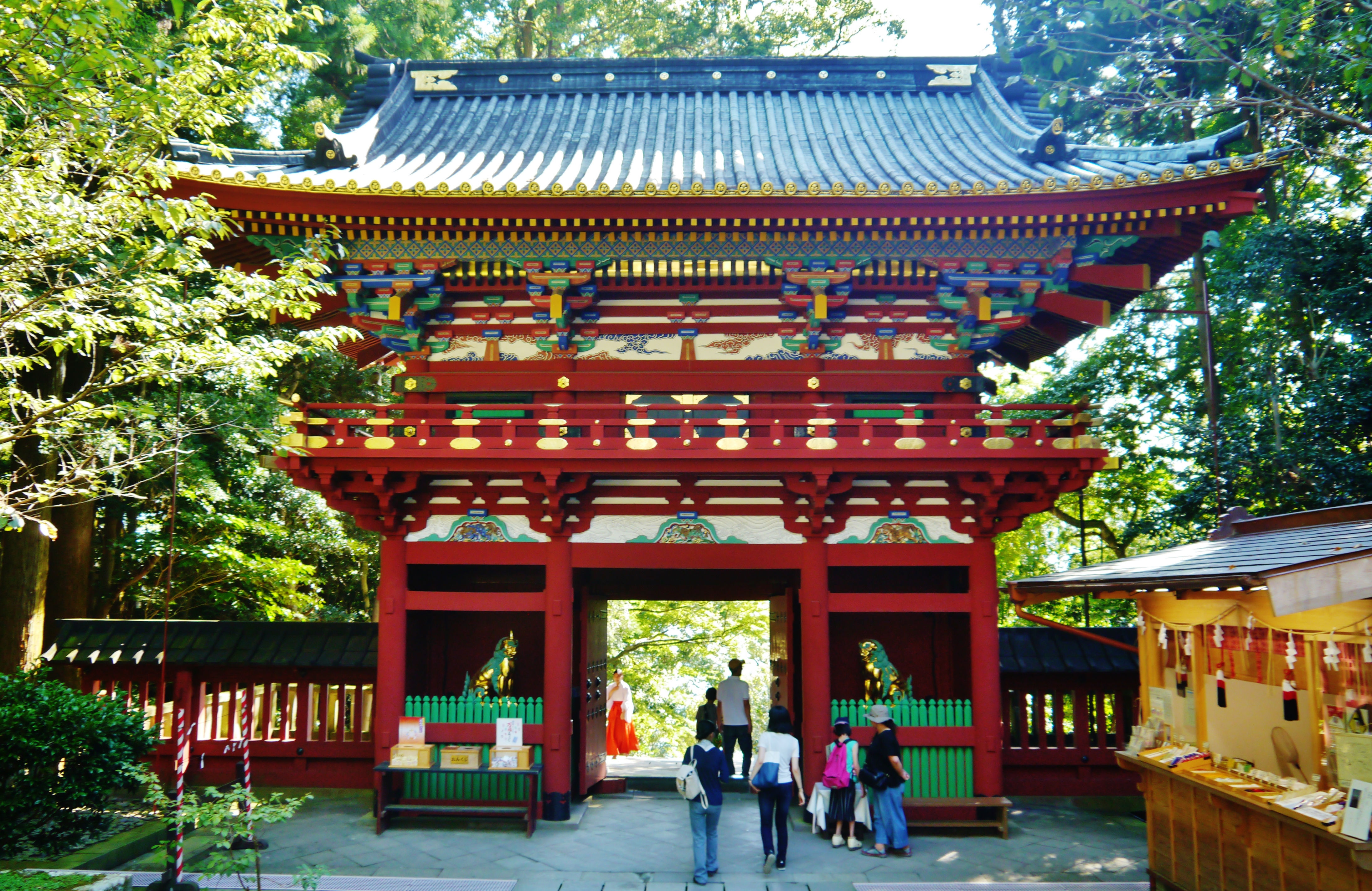
楼門
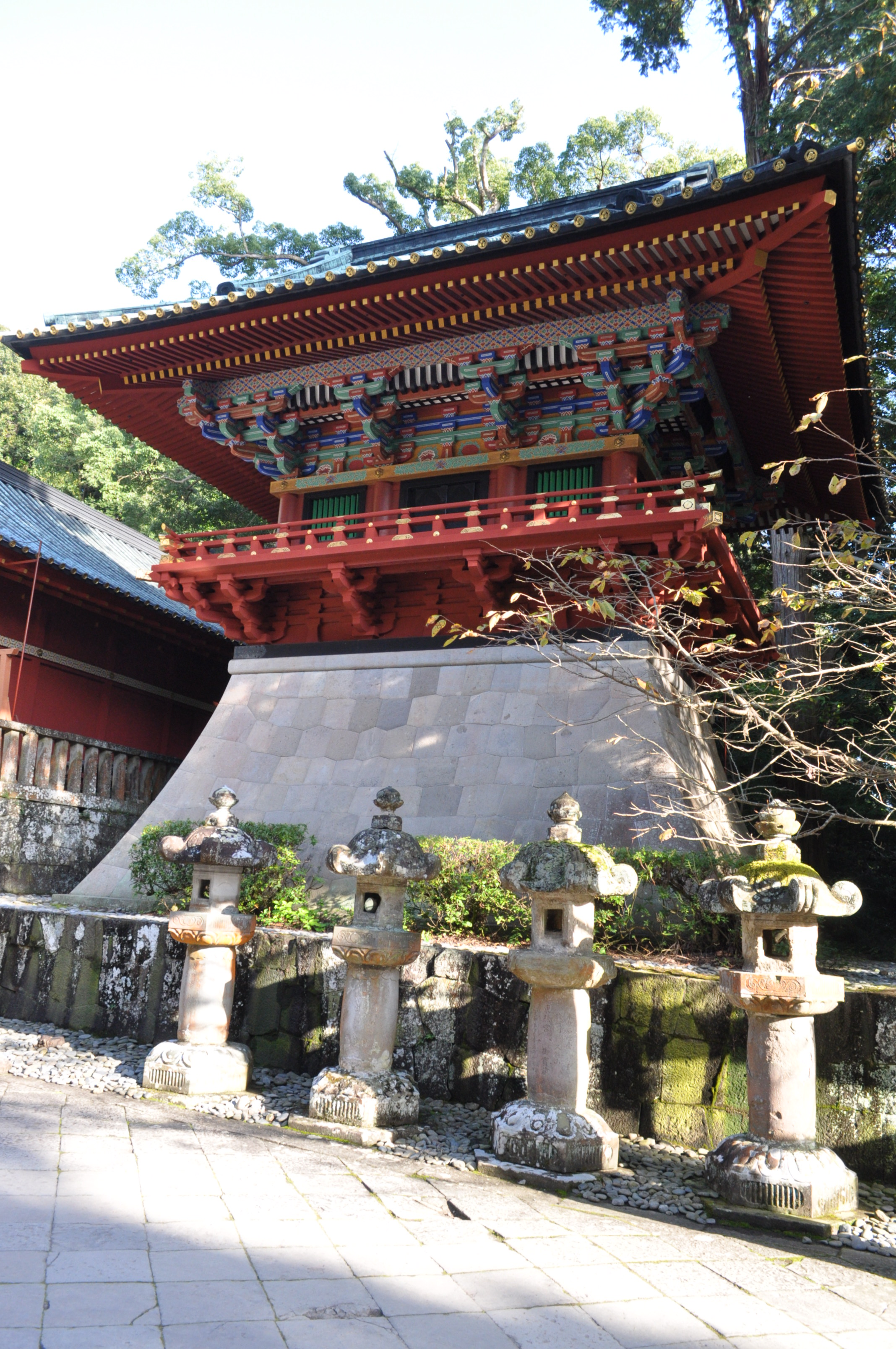
鼓楼
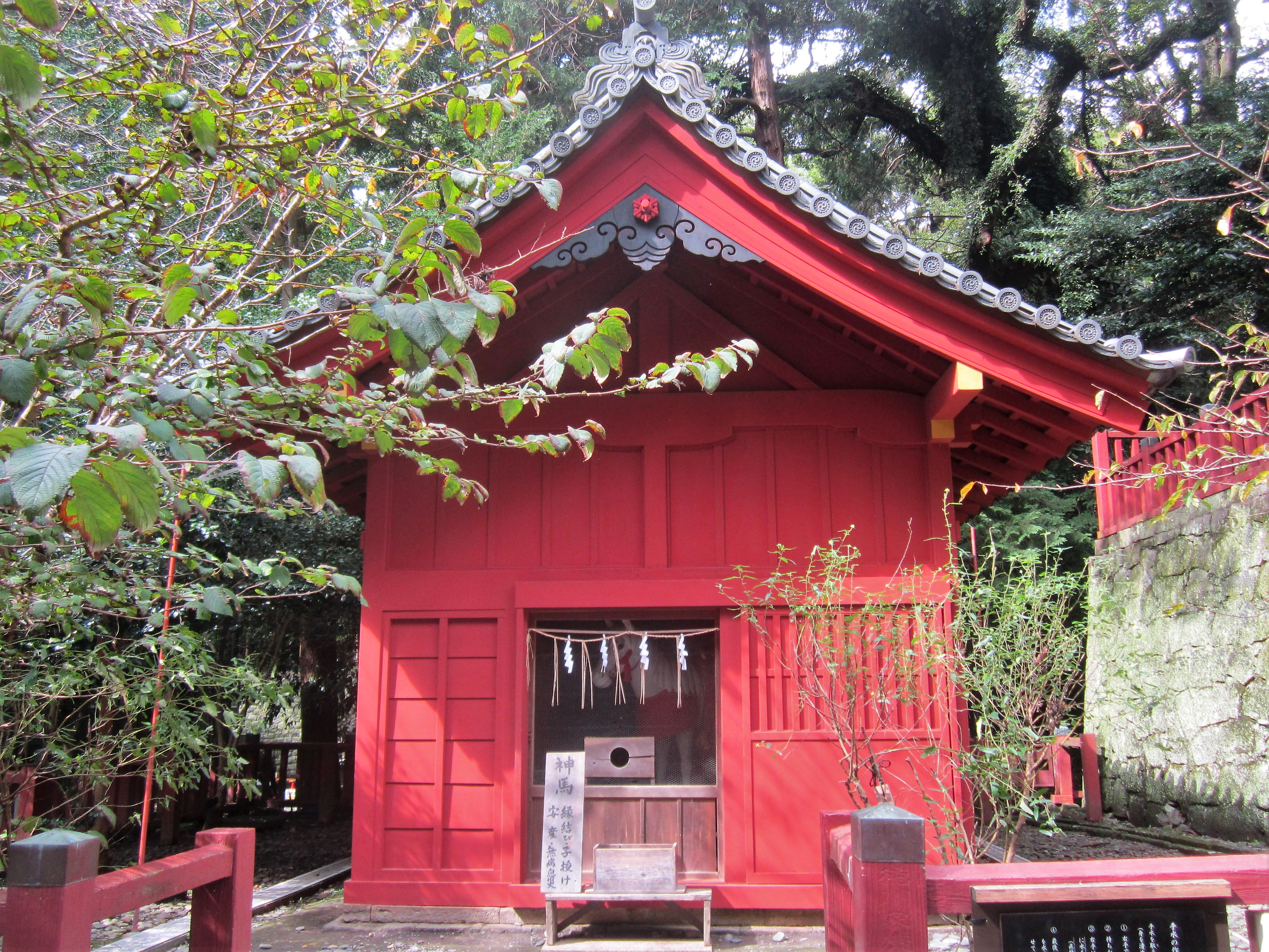
神厩
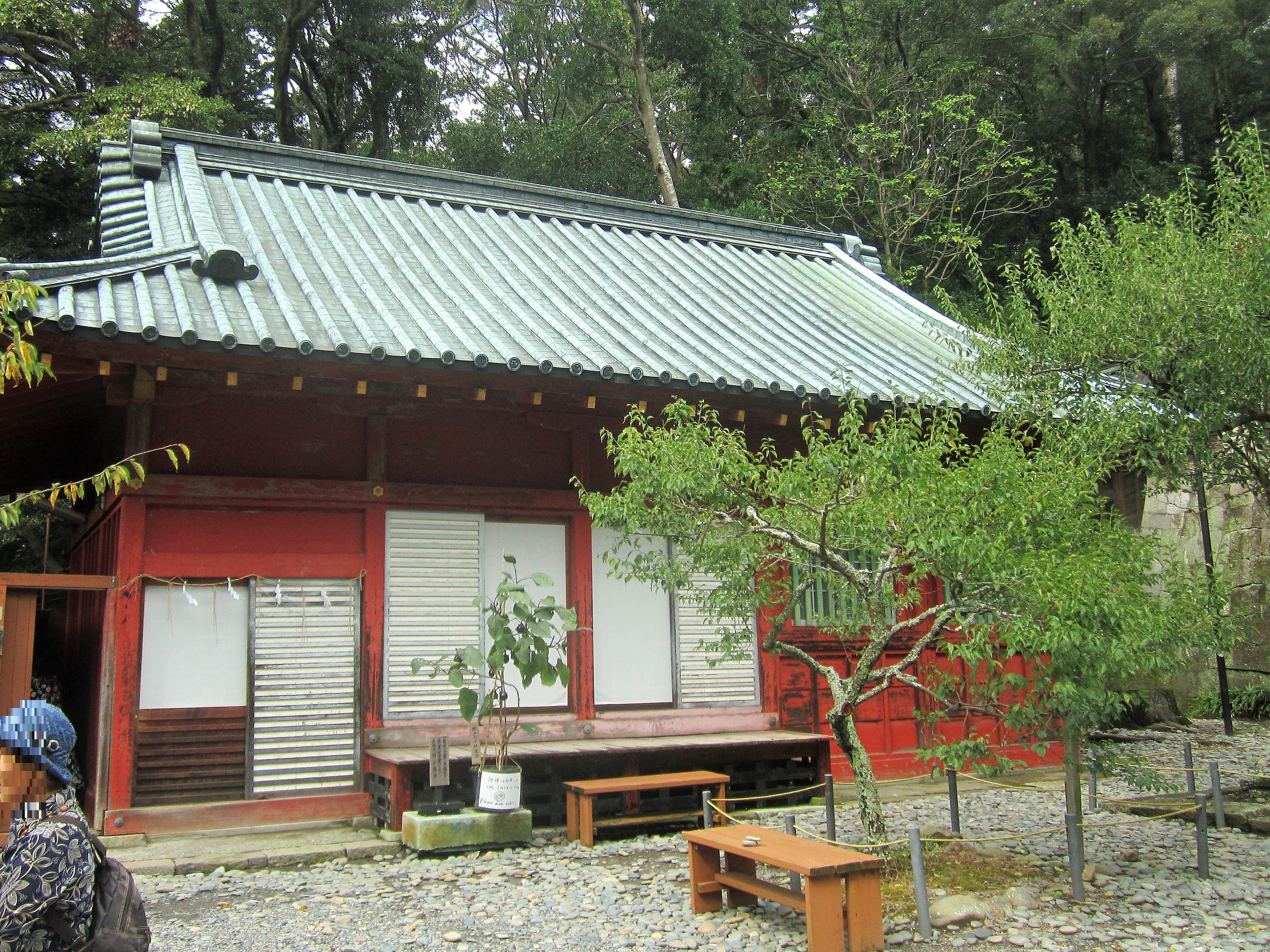
神饌所
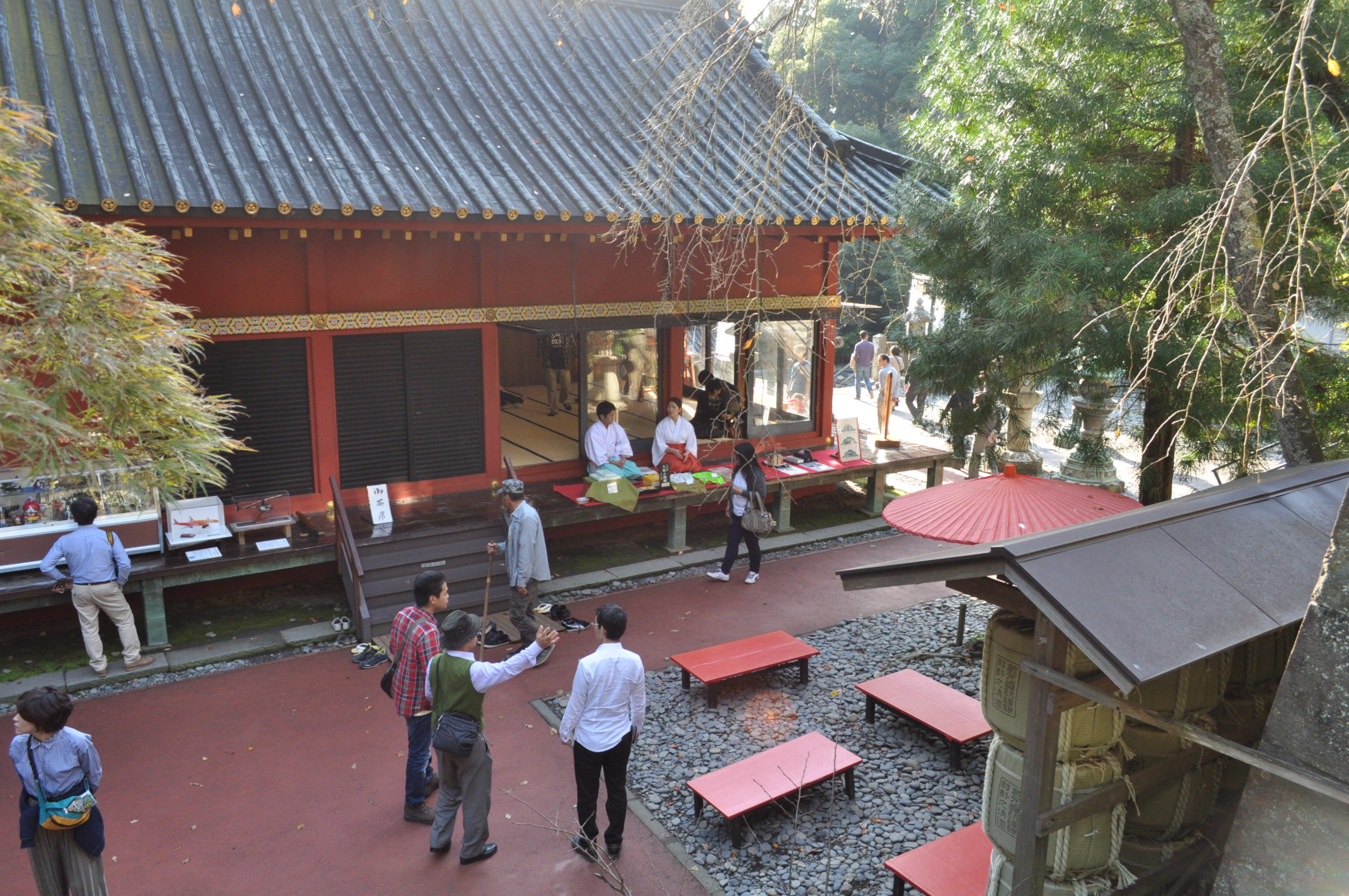
神楽殿
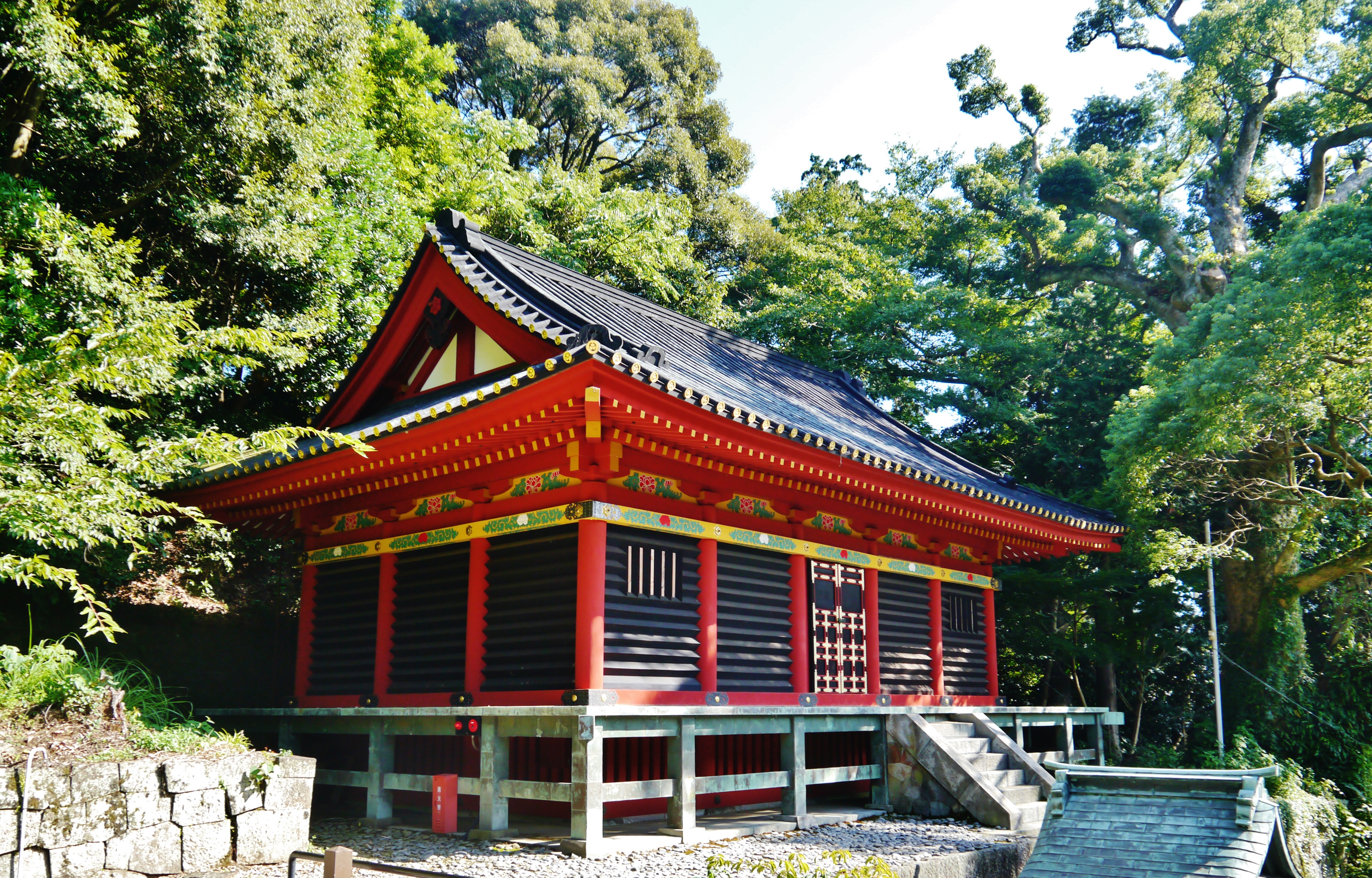
神庫
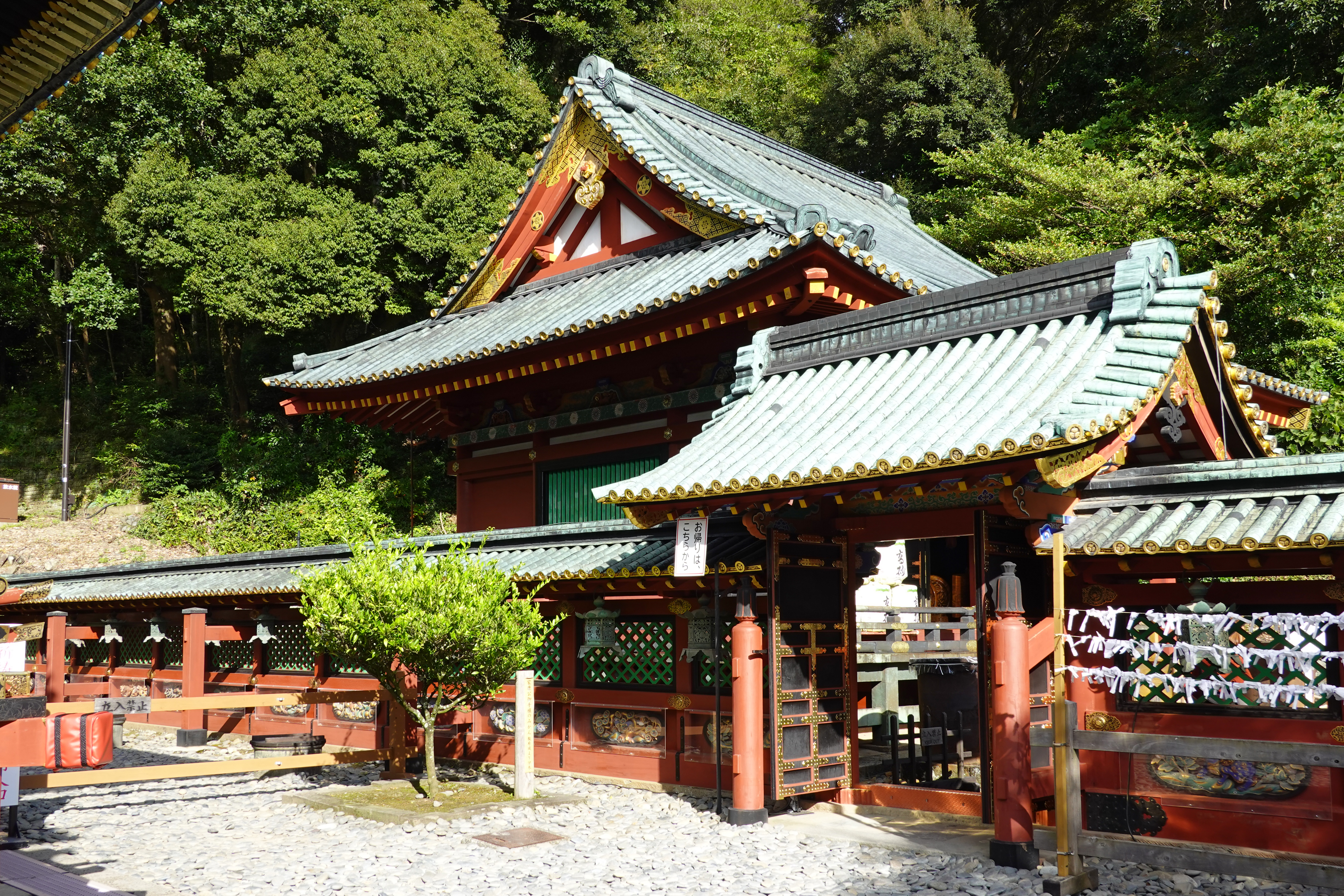
東門
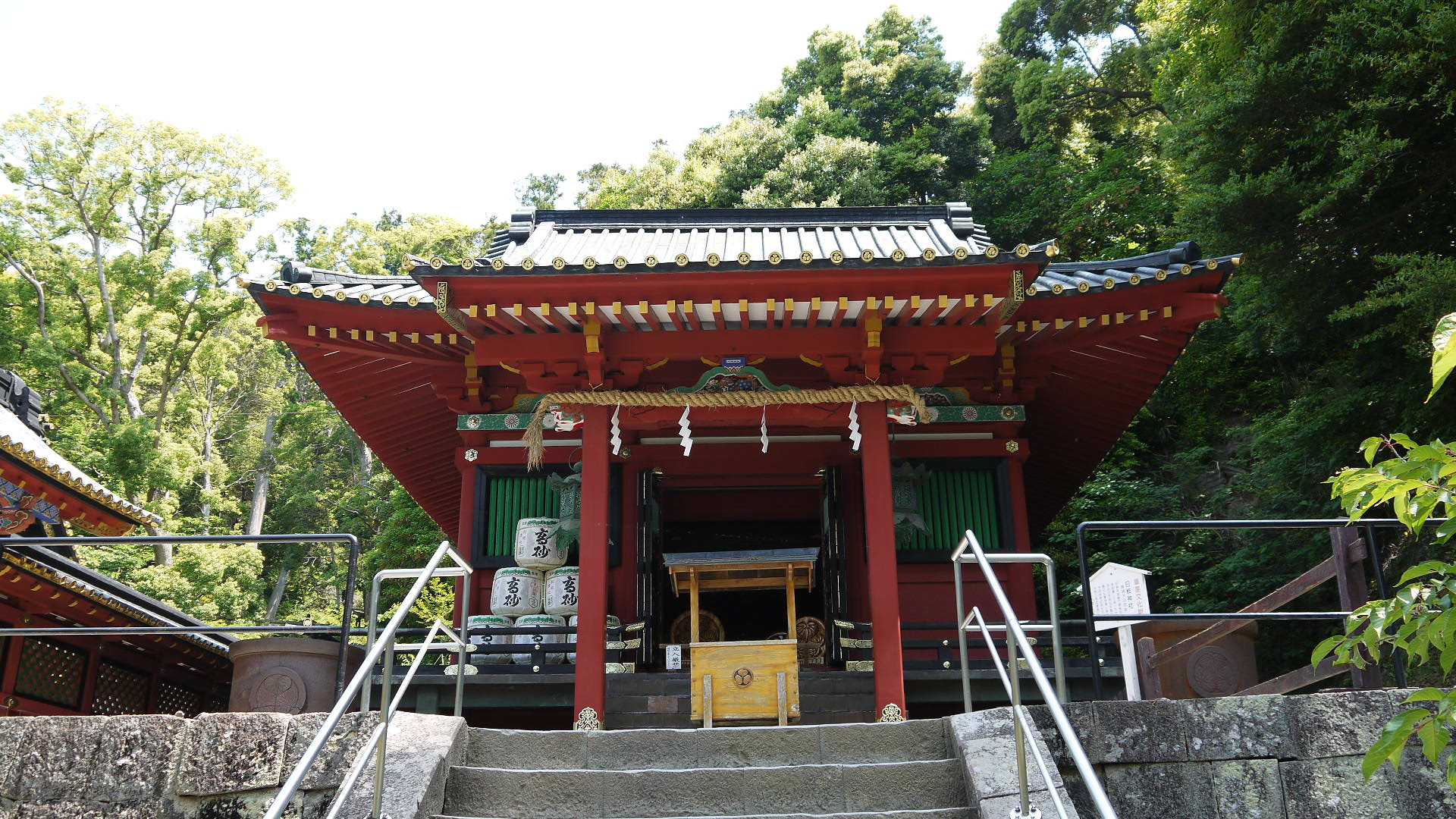
末社日枝神社本殿
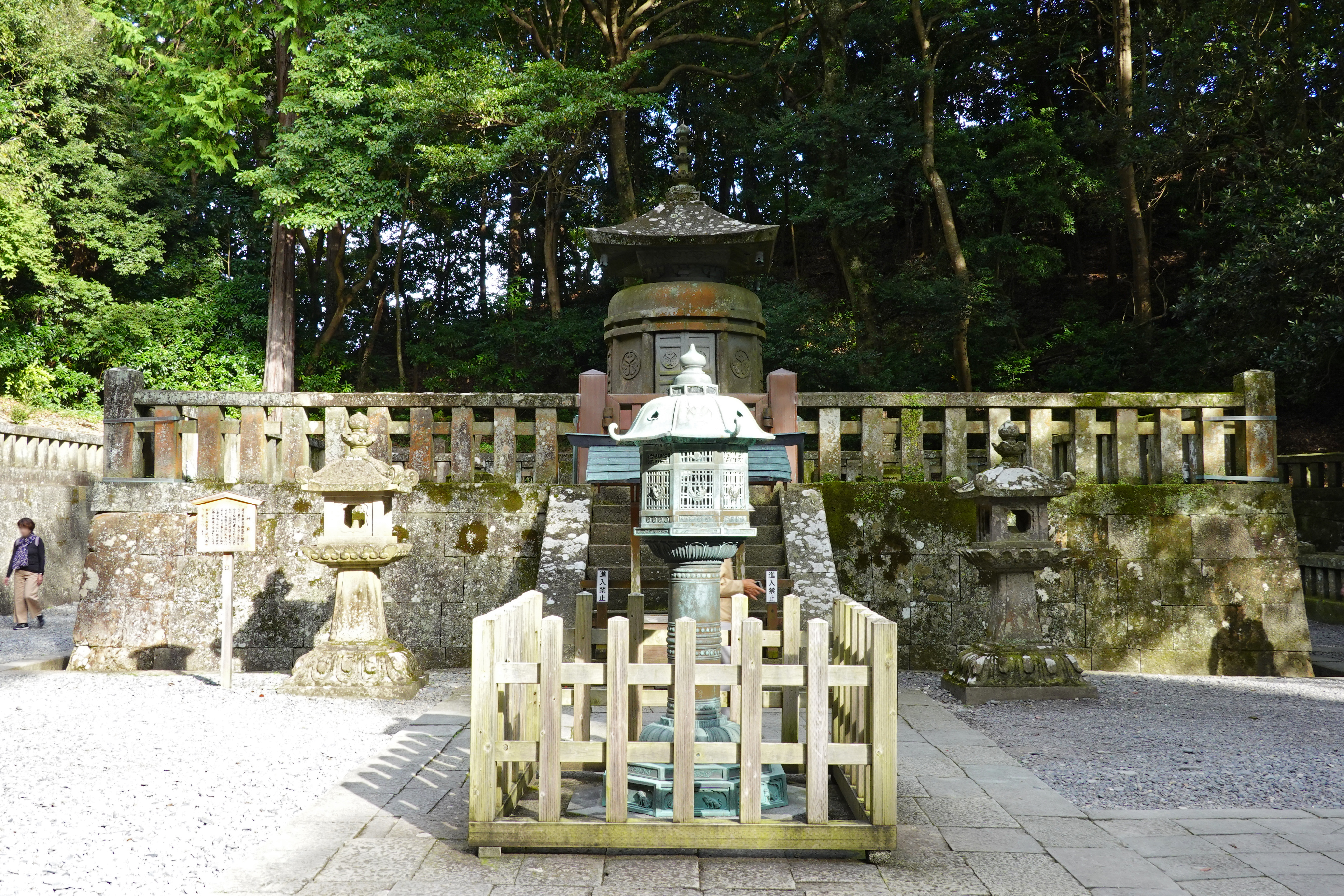
廟所宝塔

### 美術工芸品
国宝
- 太刀 銘真恒

重要文化財（国指定）
| 伊予札黒糸威胴丸具足 |  | 金溜塗具足 |
| 伊予札黒糸威胴丸具足 |  | 金溜塗具足 |

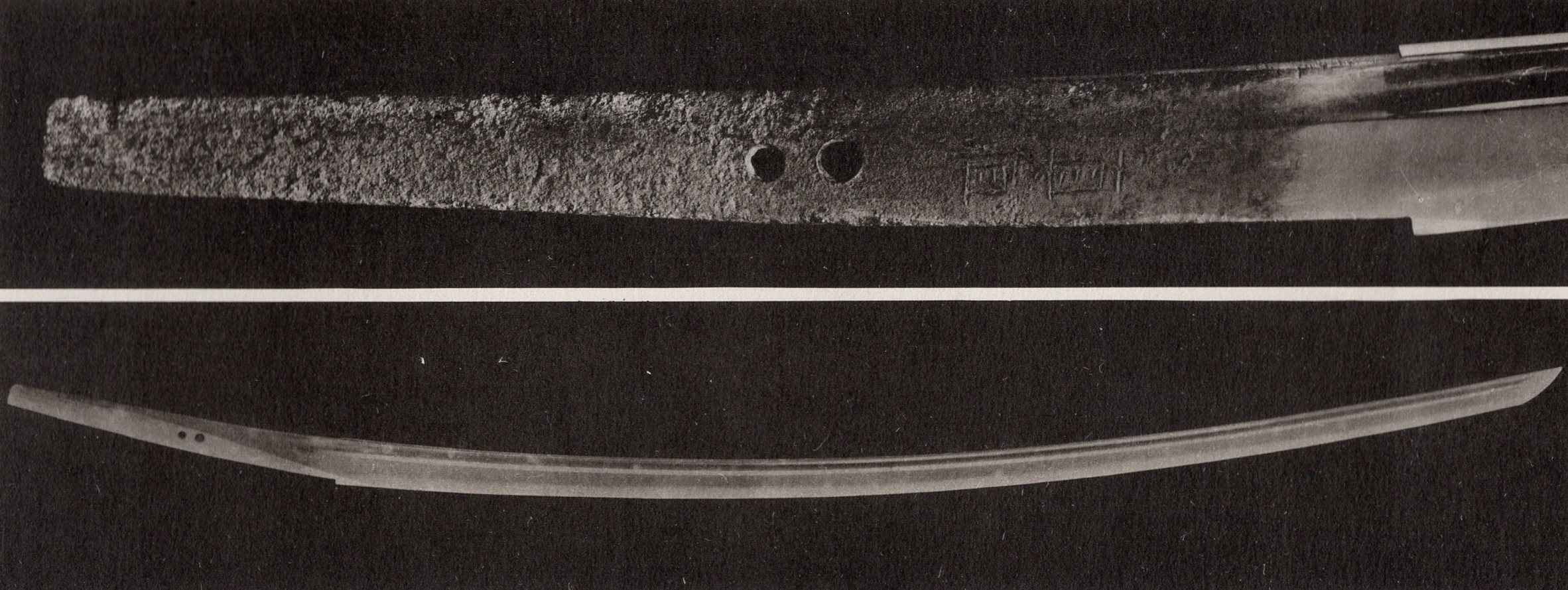
太刀 銘真恒

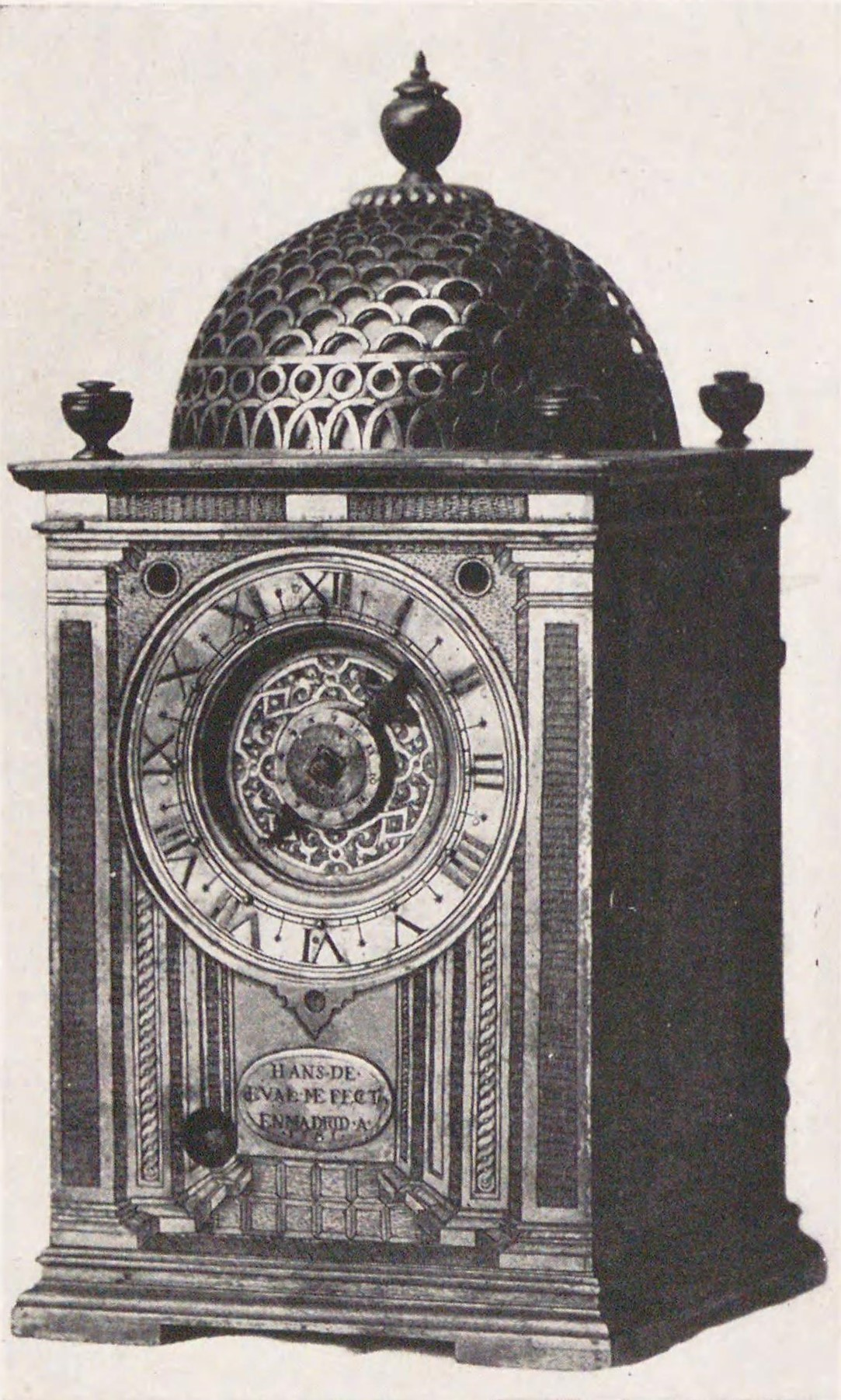
洋時計（徳川家康関係資料のうち）

- 伊予札黒糸威胴丸具足（いよざねくろいとおどしどうまるぐそく）（徳川家康所用、通称歯朶具足）
- 金溜塗具足（徳川家康所用）、白檀塗具足（徳川家康所用）
- 革柄蝋色鞘刀（かわづかろいろさや かたな） 無銘（伝三池光世作）
- 太刀 銘国行（長73.0cm）
- 太刀 銘国行（長69.7cm）
- 太刀 銘安則
- 脇指 無銘（伝相州行光作）
- 脇指 無銘（伝貞宗）
- 太刀 銘正恒
- 太刀 銘雲次
- 太刀 銘守家
- 太刀 銘末守
- 太刀 銘国宗（備前国宗）
- 太刀 銘国宗（伯耆国宗）
- 太刀 銘高（以下不明）
- 徳川家康関係資料 一括（明細は後出）
  - 一、位記、宣旨、口宣案類
  - 二、神服、調度類
  - 三、書画、典籍類
  - 四、道具類

「徳川家康関係資料」は、家康旧蔵の調度品、茶道具などの奉納品を一括指定したもの。指定品中には、家康公の時計と言われる1581年の銘があるスペイン製の置時計（日本に現存する最古のゼンマイ式南蛮時計）、日本最古の鉛筆などが含まれる。南蛮時計はフェリペ2世のお抱え時計師ハンス・デ・エバロの製作で、1611年にセバスティアン・ビスカイノが献上したもの。ハンス・デ・エバロの製作で久能山東照宮の他に現存している時計は、スペインのエル・エスコリアル宮殿にある1583年製のもの他1個のみといわれている。

## 付属施設

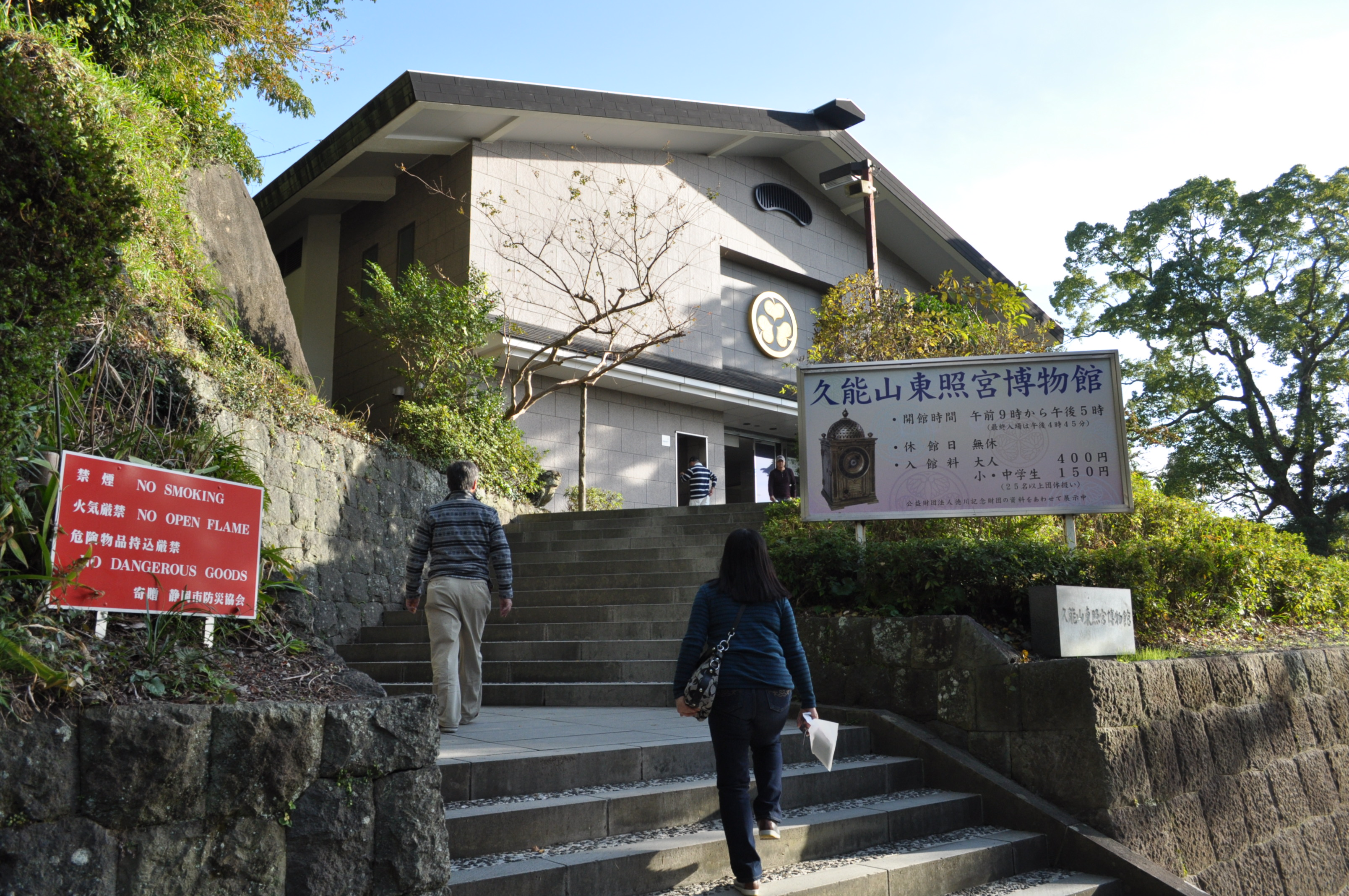
博物館（2016年11月13日撮影）

- 久能山東照宮博物館

## 史跡等
- 国の史跡「久能山」
- 勘助井戸（武田軍の軍師山本勘助が掘ったとされる井戸）

## ギャラリー

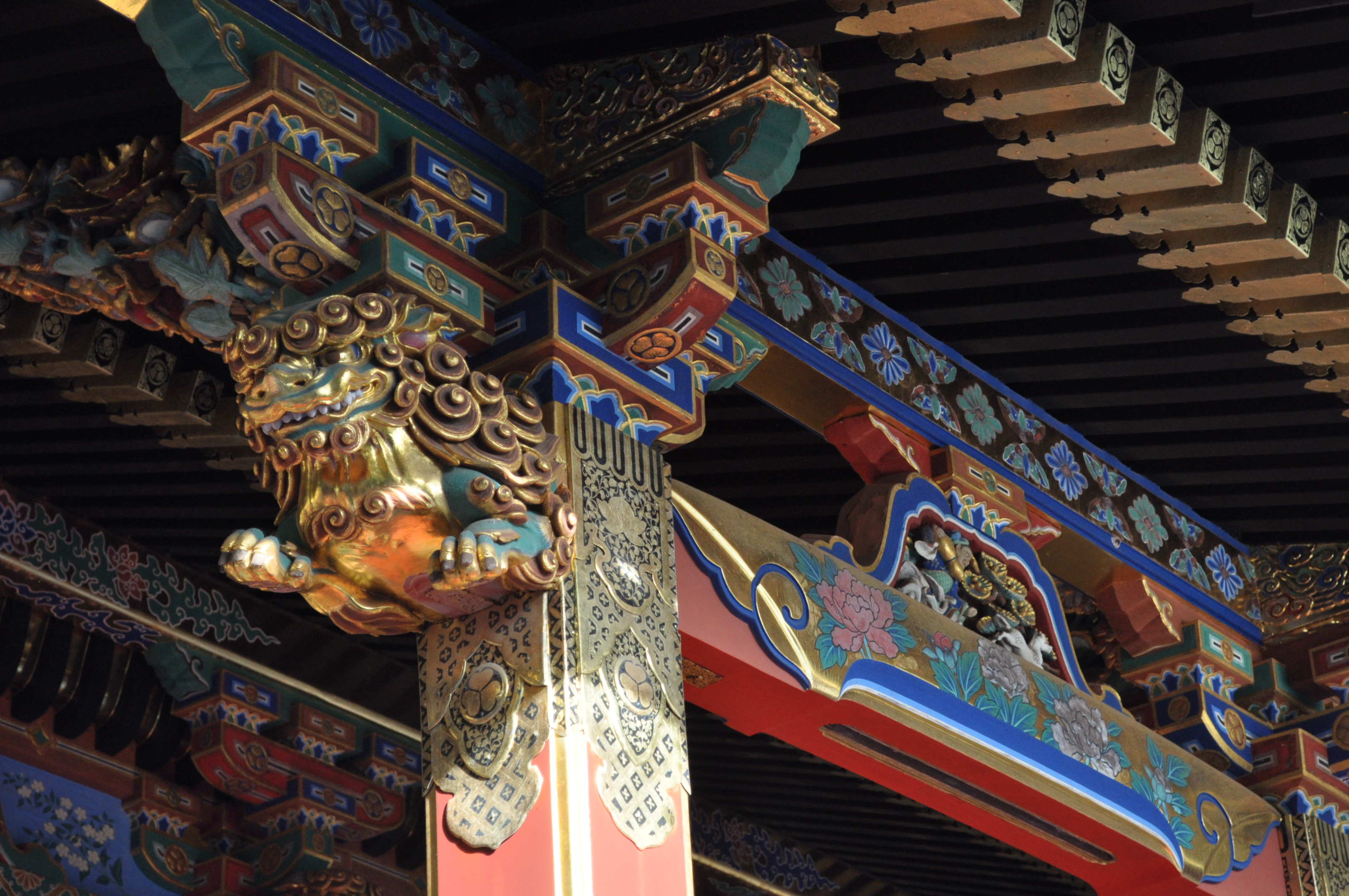
拝殿向拝の装飾（2016年11月13日撮影）
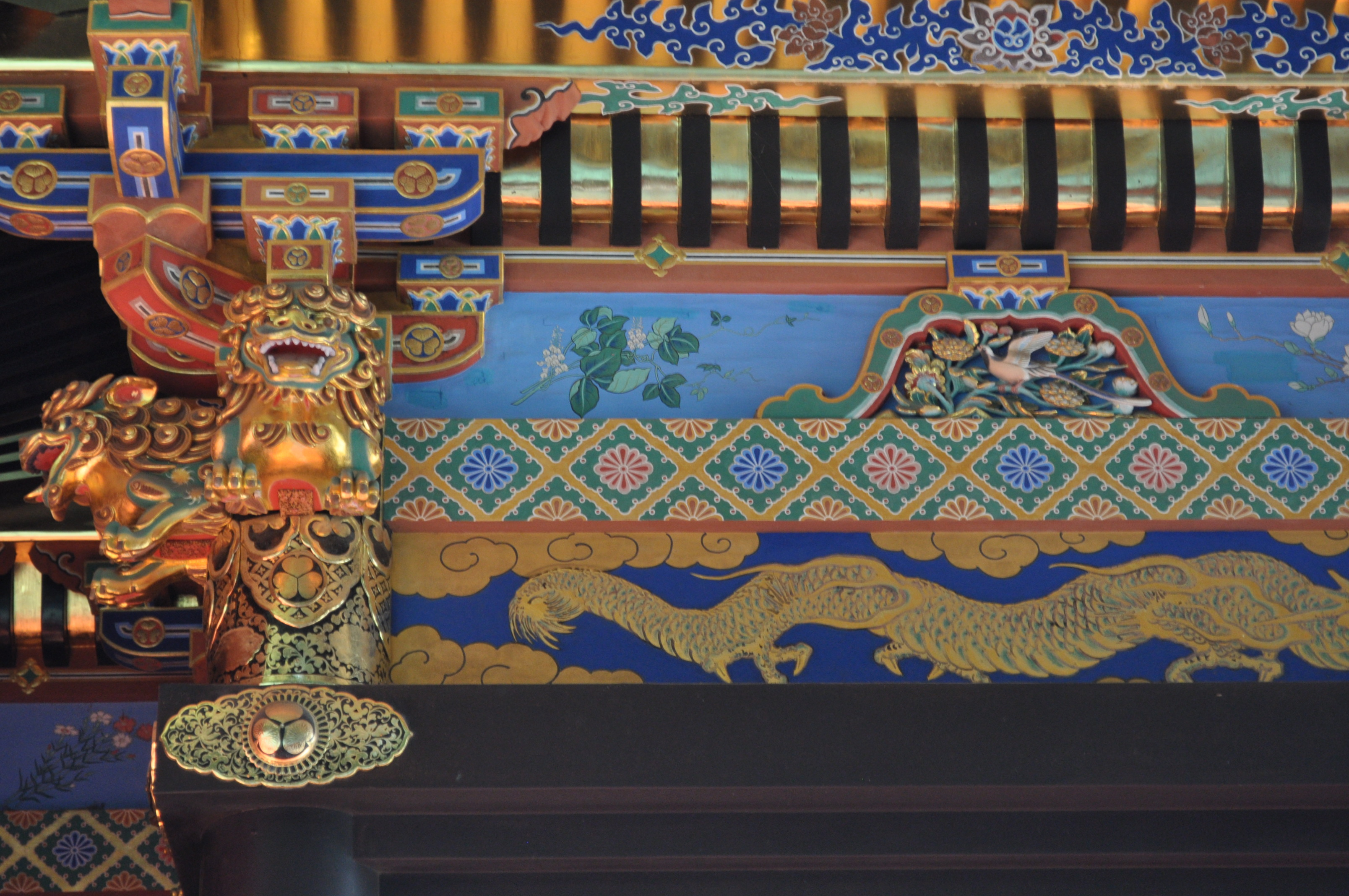
拝殿の装飾（2016年11月13日撮影）
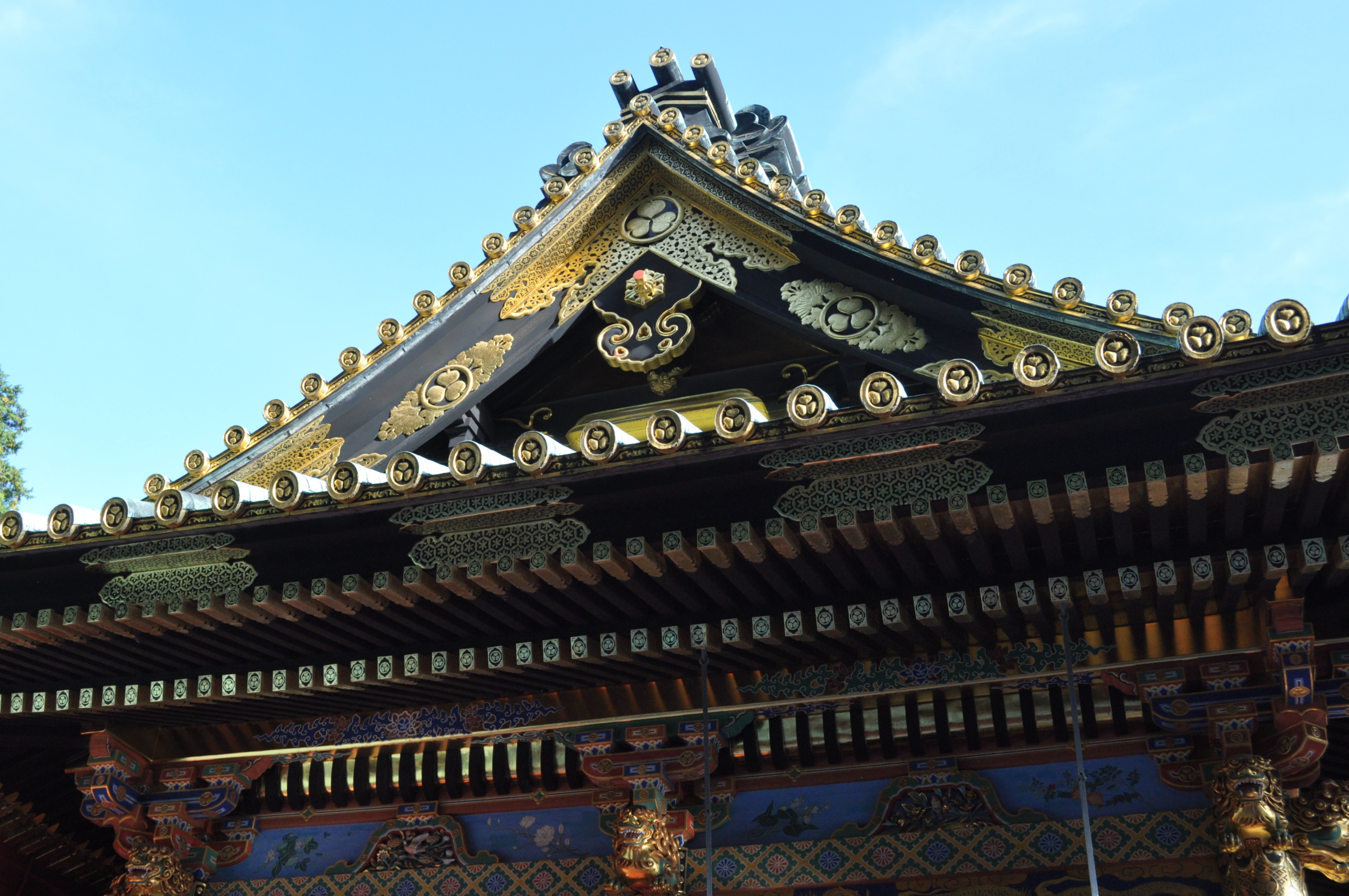
拝殿の西側妻（2016年11月13日撮影）
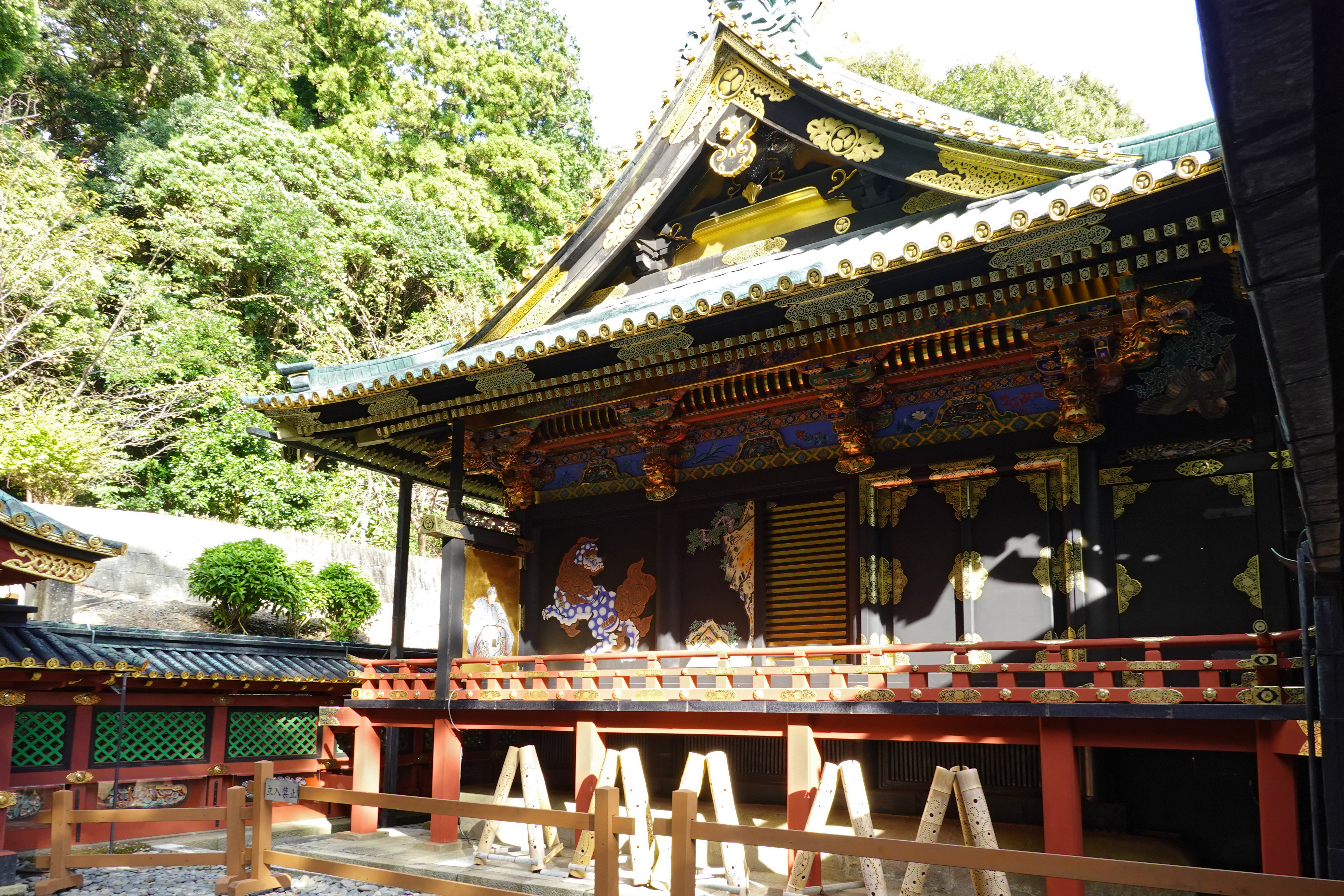
本殿西側
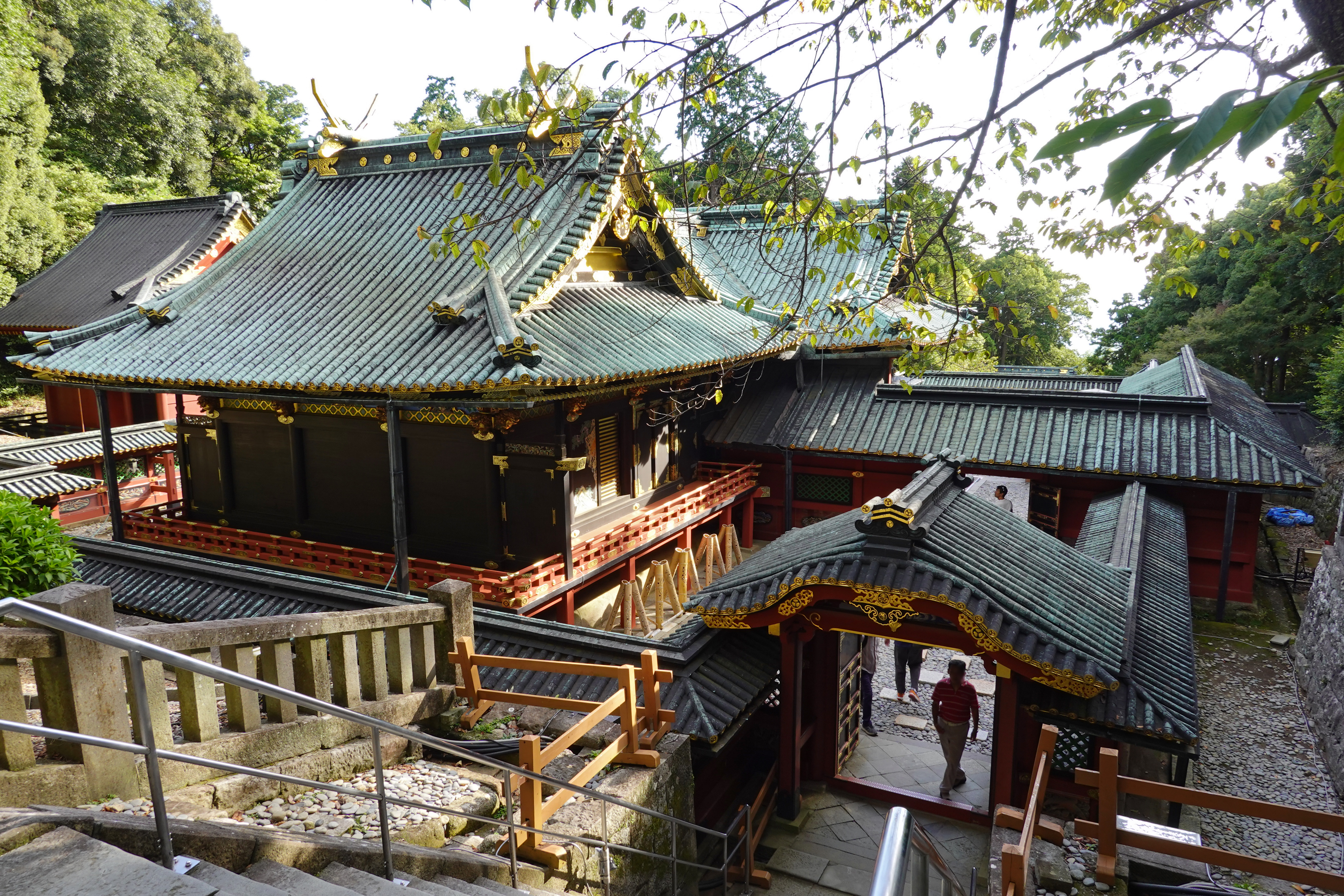
本殿、廟門、渡廊
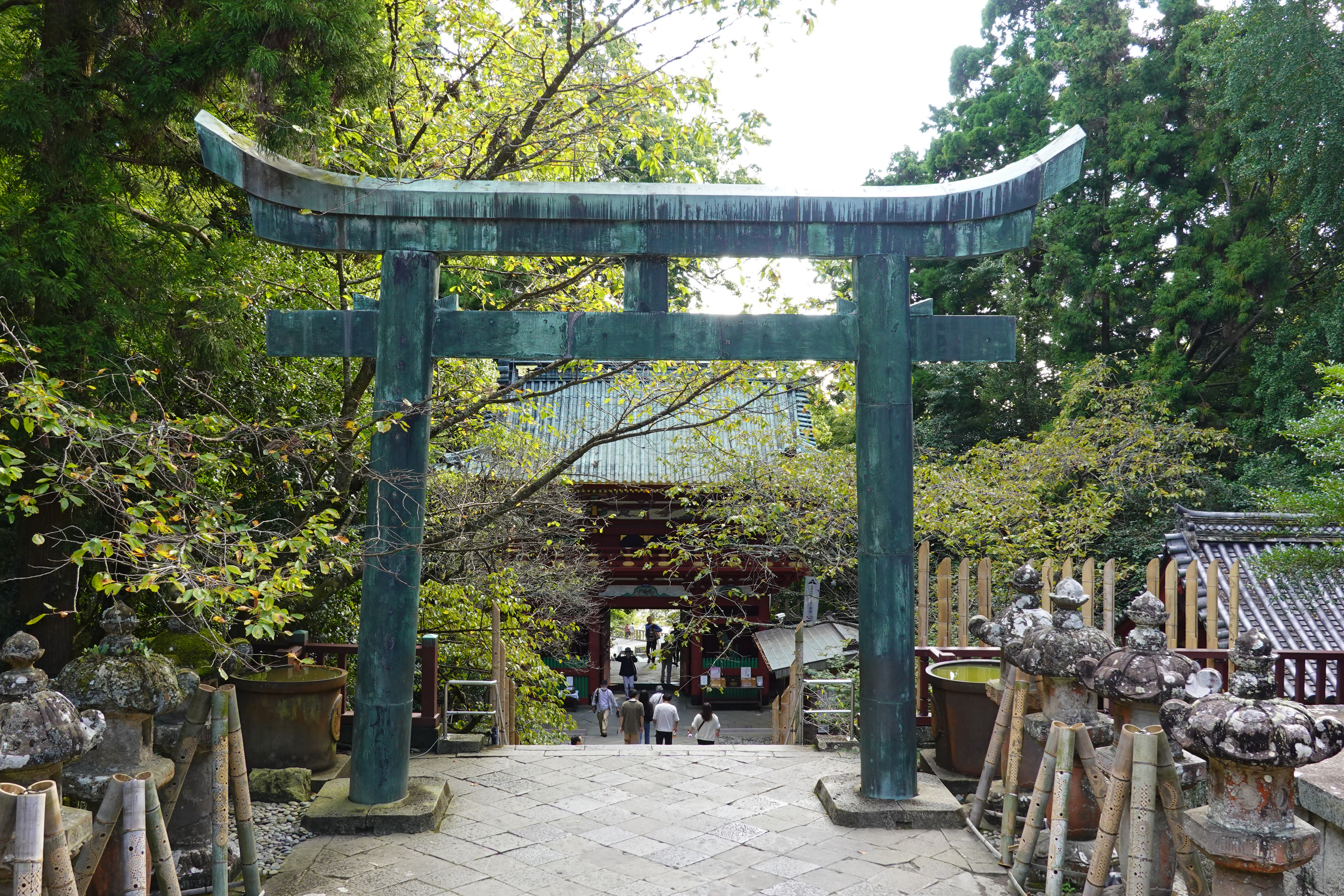
唐門前の鳥居
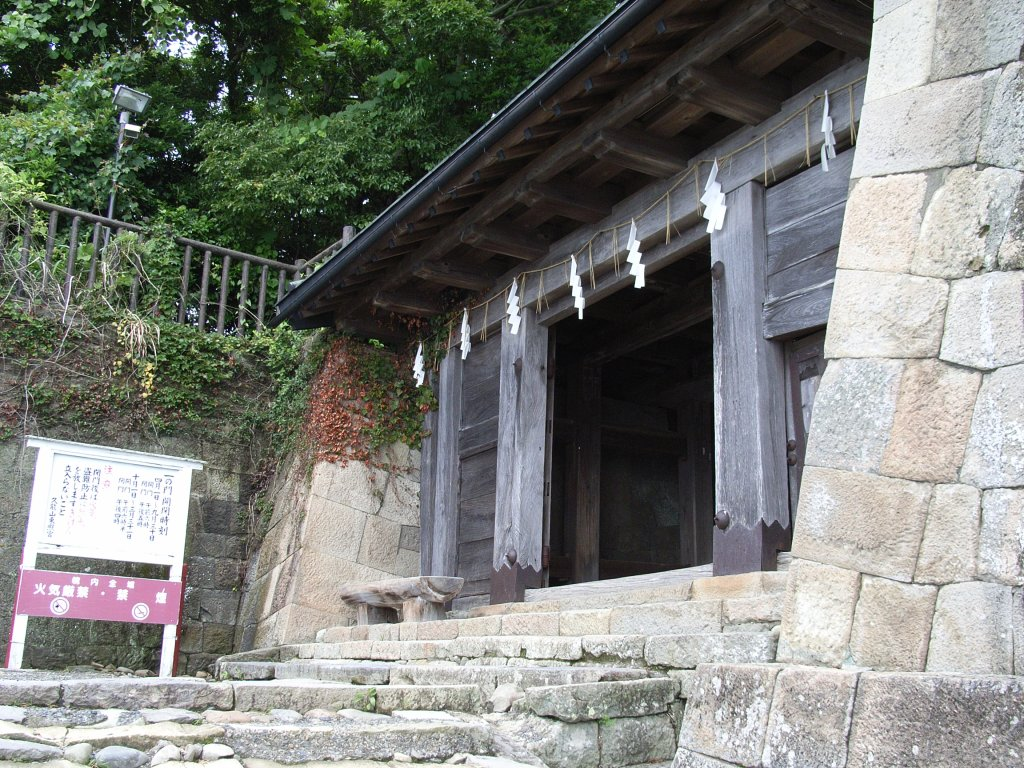
一ノ門
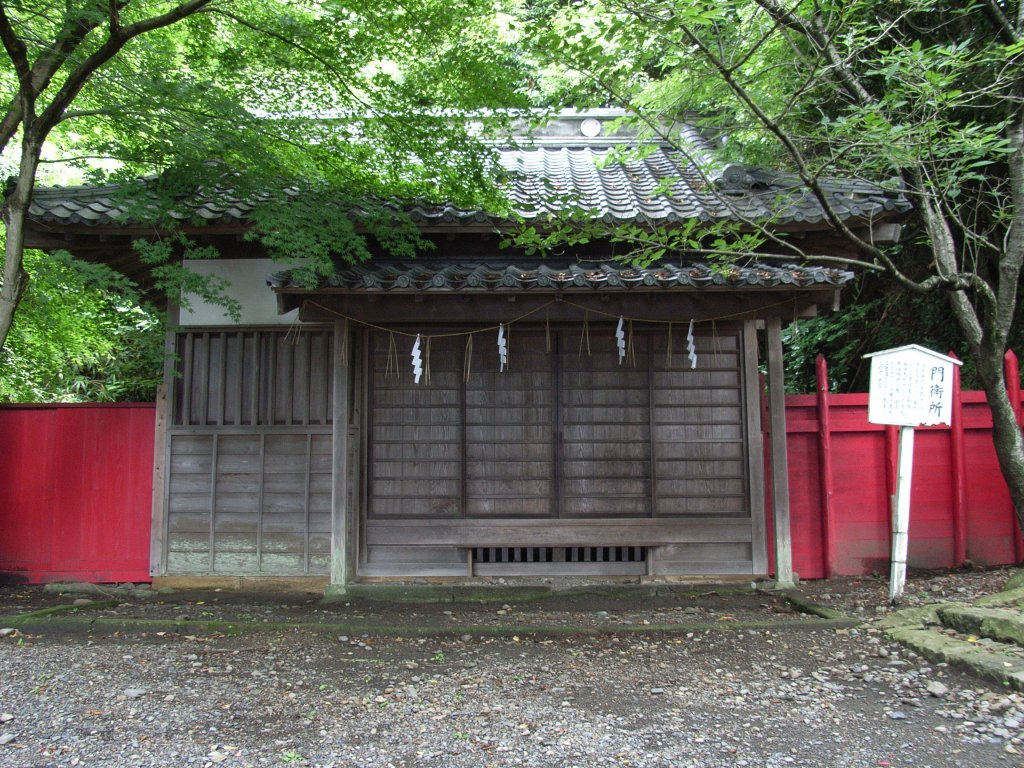
門衛所
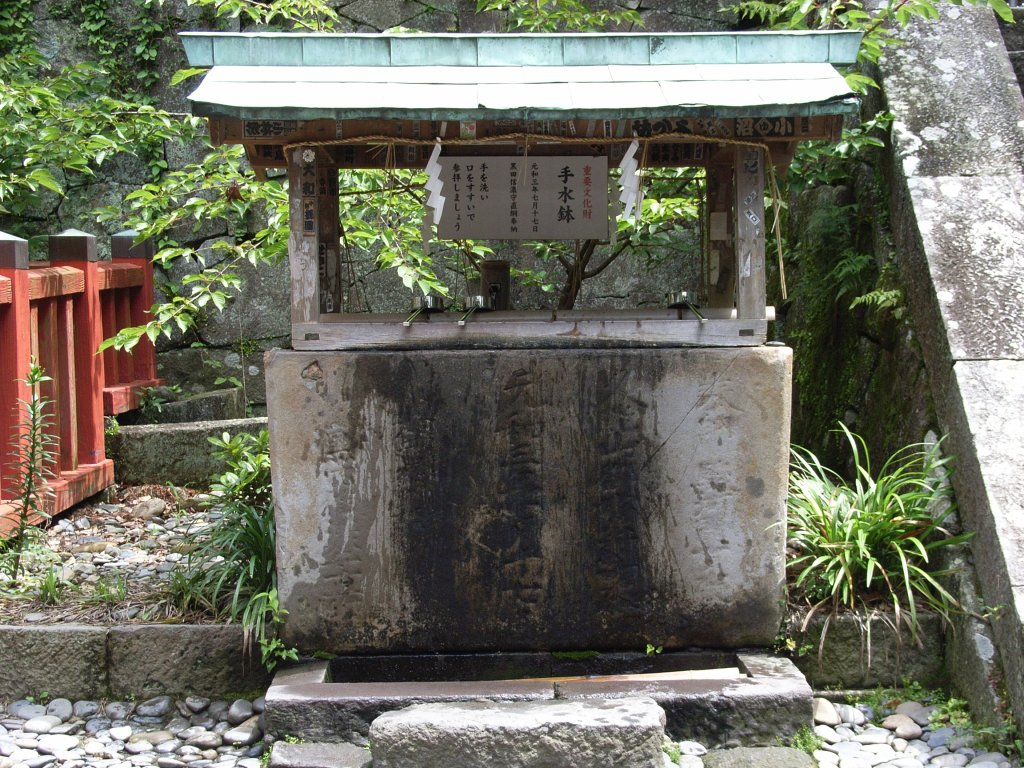
手水鉢
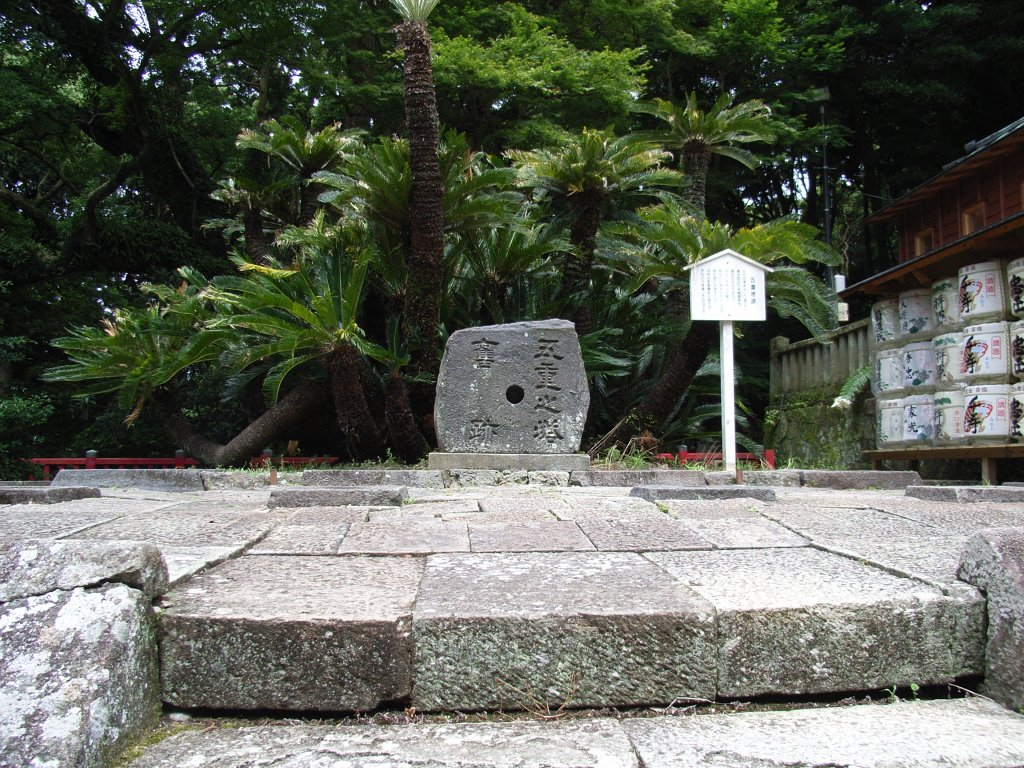
五重塔
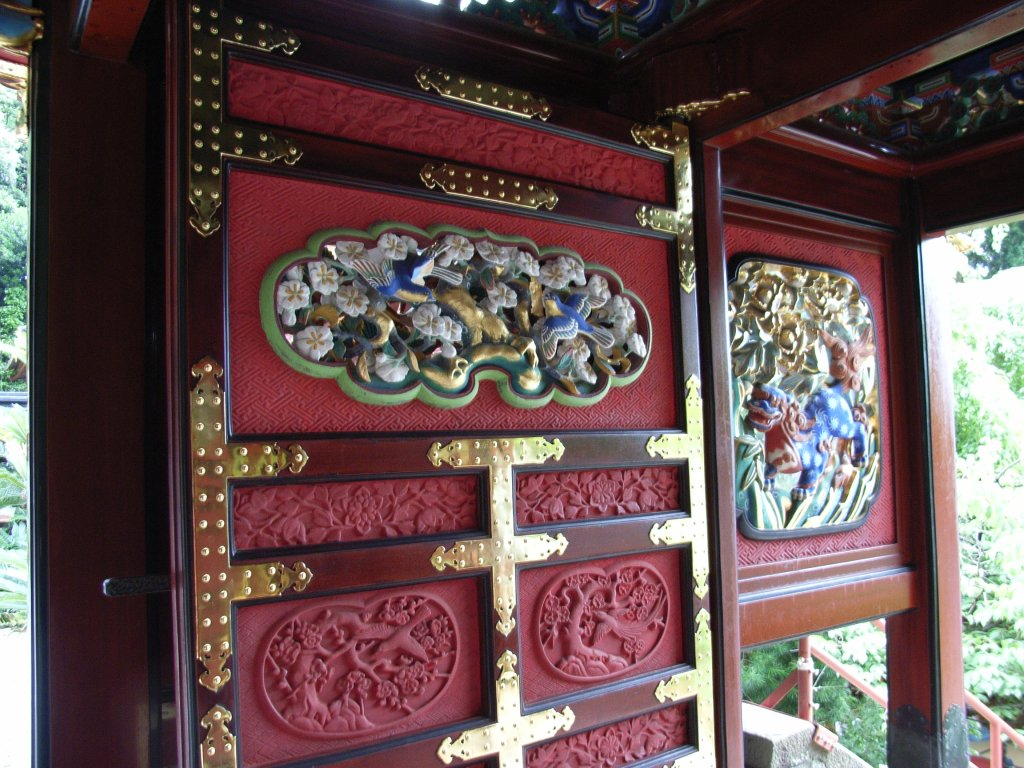
唐門の彫刻
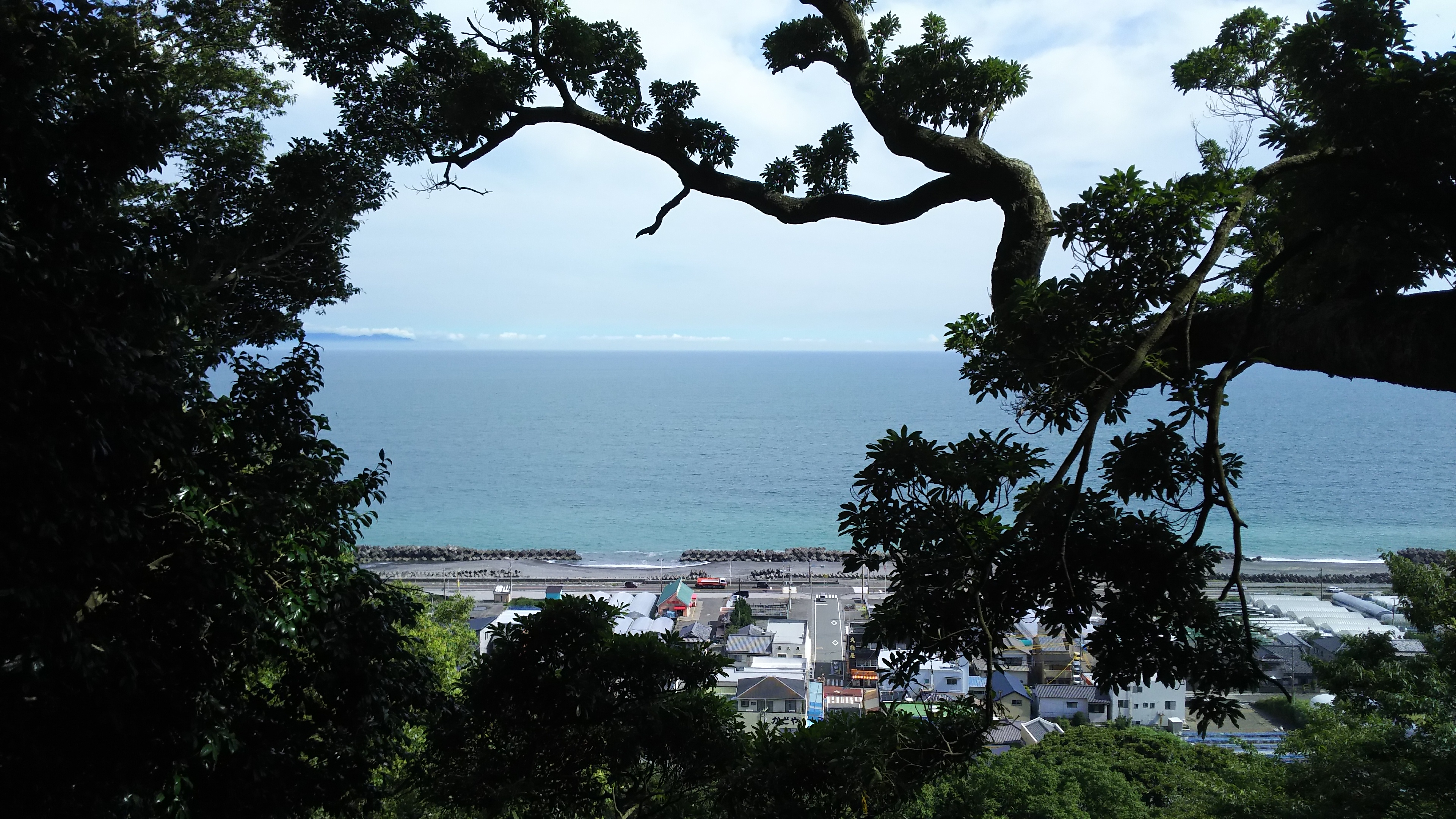
表参道石段からの景色

## 久能山東照宮が登場する作品
- 泉鏡花『道中一枚絵 その一』 - 岩波書店刊行『鏡花全集』第27巻に所収の紀行。鏡花が伯父・松本金太郎と共に社殿を訪れた際の珍道中を『東海道中膝栗毛』になぞらえて記す。
- NHK木曜時代劇『柳生十兵衛七番勝負 最後の闘い』

## 交通アクセス
- 日本平山頂西側にある日本平駅から日本平ロープウェイで約5分（日本平山頂には、公設・静岡鉄道私有のものを含め、一般車・観光バス向けの無料駐車場が多数用意され、ロープウェイ運行時間内は自由に利用できる）。
- 新静岡バスターミナル・静岡駅北口・東静岡駅南口からしずてつジャストライン・日本平線 42系統「日本平ロープウェイ」行き終点下車、上述の日本平ロープウェイに乗り換え（土休日に公共交通での訪問・拝観を希望する場合、しずてつジャストラインでは、この経路の利用を推奨している[5]）。

又は
- 静岡駅南口からしずてつジャストライン・石田街道線 14系統「久能山下」行き（運賃を通算する直行便の設定は限られている。ただし、途中の東大谷までは石田街道線に加え、静岡駅北口から美和大谷線も頻発、東大谷から約1時間おきに運行される久能山下行きに乗り換え可能。運賃は同停留所で区間ごとの打ち切り計算。石田街道線の久能山下行きダイヤは等時隔ではない。
- 清水駅前・新清水からしずてつジャストライン・山原梅蔭寺線 226・227系統「久能山下」行き（昼間でも2時間ないし3時間程度運行間隔が開く時間帯があるなど、運行本数は少ない）
  - 双方とも終点「久能山下」下車、同バス停との間には1,159段の石段がある（健康な大人の足で、昇降には概ね15分から30分を要する）。ロープウェイの運行時刻は夏季と冬季で異なり（久能山東照宮の拝観時間に合わせた設定で冬季は早じまいする。）、またいずれのバス系統も、平日ダイヤと土休日ダイヤで大きく運行本数および時刻を異にするので、路線バスを利用して久能山東照宮へ訪問する場合には、関係各所への事前問い合わせ、あるいは提供している情報を用いてあらかじめ調査を行い、移動時間には余裕を持たせることが望ましい。
- 日本平ロープウェイは設備点検・機器更新等のため、閑散期に期間を予告して運休する場合がある。